# Brenzkirche (Stuttgart)

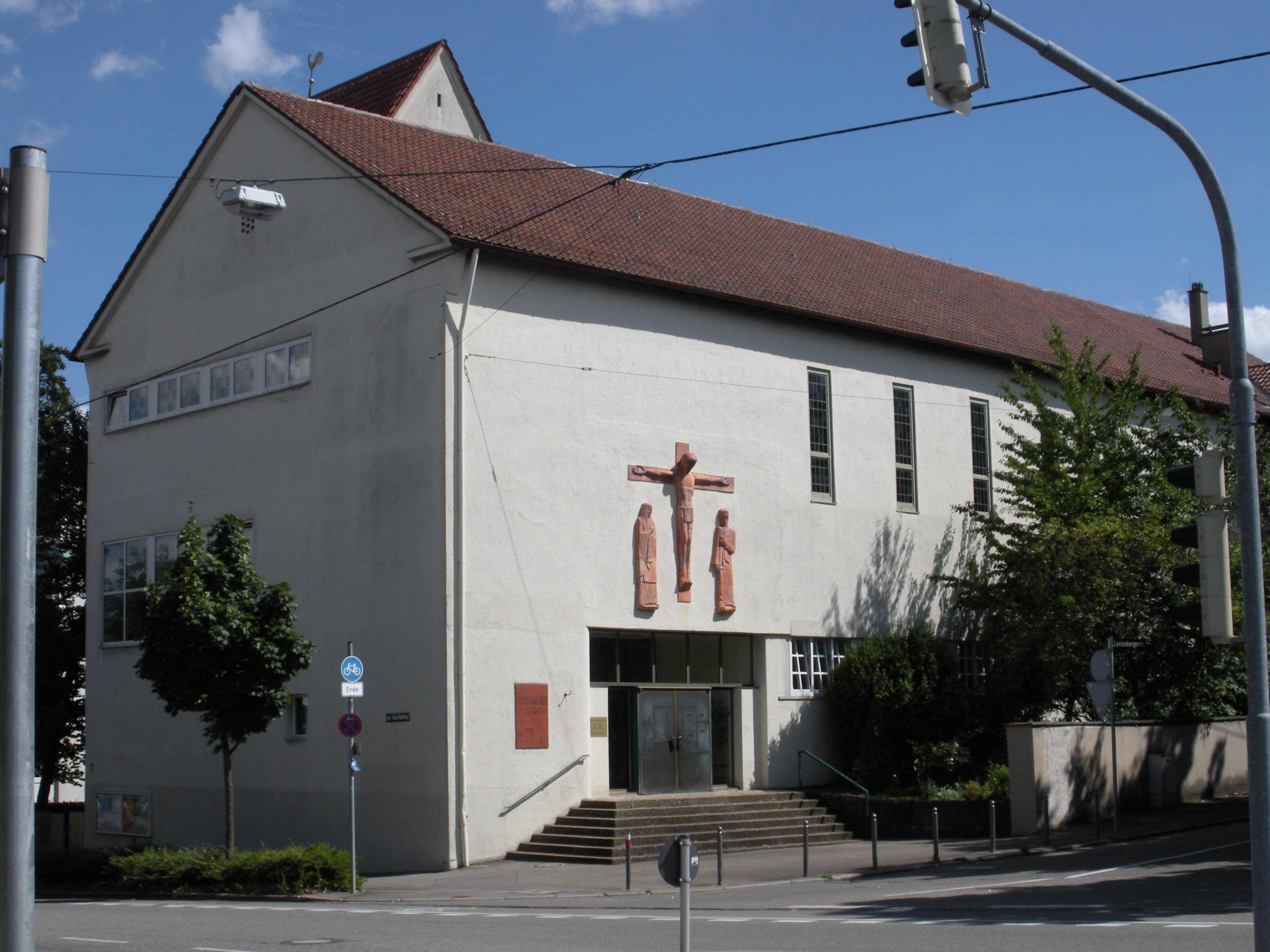
Brenzkirche (2008)

Die Brenzkirche im Stadtteil Mönchhalde (Am Kochenhof 7) in Stuttgart-Nord, die nach dem Reformator Johannes Brenz benannt ist, ist eine von vier Kirchen der evangelischen Kirchengemeinde Stuttgart-Nord. Das Gebäude wurde von 1932 bis 1933 nach Plänen des Architekten Alfred Daiber erbaut. Wie Gebäude in der naheliegenden Weißenhofsiedlung von 1927 ist die Kirche im Stil der Neuen Sachlichkeit erbaut und war zur Zeit ihrer Entstehung ein Zeugnis des Neuen Bauens, des Internationalen Stils und des Funktionalismus. Maßgeblich waren hierfür neben den Flachdächern die großformatigen asymmetrischen Fensterfronten, die runde Nordwestecke, der offene Glockenturm, die Wege- und Lichtführung und der nüchtern gestaltete Kirchensaal im Obergeschoss. Multifunktionalität war ein treibendes Prinzip, um die vorhandenen Räume möglichst effizient nutzen zu können.
Zur Reichsgartenschau 1939 wurde das Äußere der Kirche, die dem Haupteingang der Schau gegenüber lag, maßgeblich umgestaltet, um der Bauauffassung des NS-Regimes zu entsprechen. Im Zuge des Umbaus, der von dem Architekten Rudolf Lempp verantwortet wurde, verlor die Kirche alle äußeren Elemente des Neuen Bauens. Sie erhielt Satteldächer und einen höheren geschlossenen Glockenturm. Die runde Nordwestecke wurde rechtwinklig abgeschlossen. Es entstand ein unharmonisches Gesamtbild. Im Zweiten Weltkrieg wurde die Kirche durch Brand- und Sprengbomben schwer beschädigt. Beim Wiederaufbau nach 1945 wurde auch der Kirchensaal so umgestaltet, dass er nicht mehr den liturgischen Reformvorstellungen um 1930 entsprach.
1983 wurde die Kirche als ein Zeichen für den Kampf des Dritten Reichs gegen die moderne Kunst zum Baudenkmal erklärt. Somit sind nicht nur die ursprüngliche Architektur, sondern auch die nachträglichen Veränderungen des Baus dem Denkmalschutz unterworfen. 2023 wurde ein Realisierungswettbewerb für den Umbau der Kirche durchgeführt. Das Konzept des mit dem 1. Preis ausgezeichneten Entwurfs sieht vor, dass zentrale Ideen des ursprünglichen Baus von 1933 wieder erlebbar gemacht werden, ohne aber nur zu rekonstruieren. Vielmehr sollen zum einen die verschiedenen Zeitschichten sichtbar bleiben und zugleich mit innovativen Architekturelementen ein zukunftsweisendes Erscheinungsbild entstehen.

## Lage
Die Brenzkirche steht auf dem Killesberg, der Teil eines Höhenzugs ist, der nordwestlich der Innenstadt den Stuttgarter Talkessel begrenzt. Ein seit dem 18. Jahrhundert dort bewirtschaftetes Hofgut hatte den Namen Weißenhof. Ab Ende des 19. Jahrhunderts wurde im zugehörigen Wohnhaus eine Gastwirtschaft betrieben, die ein beliebtes Ausflugsziel war. Während des Ersten Weltkriegs kaufte die Stadt Stuttgart das Hofgut. Die Gastwirtschaft wurde 1927 aufgegeben und Teile des Hofgeländes 1929 wurden an die Erlösergemeinde verkauft. Das später für die Kirche vorgesehene Grundstück hat einen L-förmigen Zuschnitt und liegt entlang der Straße Am Kochenhof, Ecke Landenbergstraße. Es war der ehemalige Auffüllplatz der angrenzenden bis 1904 betriebenen Steinbrüche.

## Geschichte

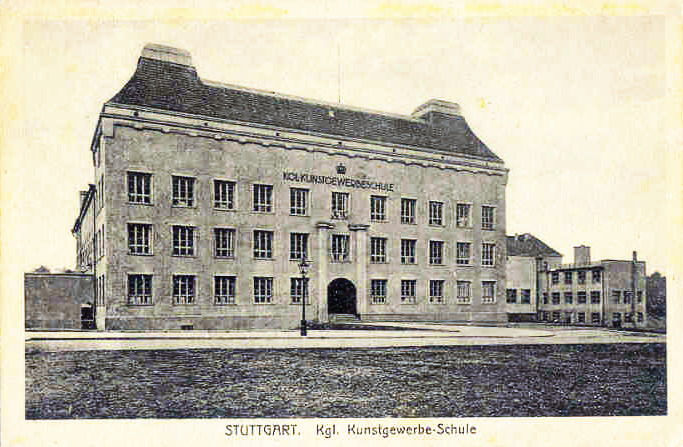
Sitz der Kunstgewerbeschule Stuttgart ab 1913

Anfang des 20. Jahrhunderts dehnte sich Stuttgart immer mehr in die Halbhöhenlagen rund um den Talkessel aus. Das führte dazu, dass neue protestantische Stuttgarter Pfarrgemeinden geschaffen und neue Kirchen gebaut wurden, darunter 1908 die von Theodor Fischer entworfene Erlöserkirche unterhalb des Killesbergs. Nach dem Ersten Weltkrieg expandierte die Bautätigkeit am Killesberg weiter. Es entstanden unter anderem die Siedlungen am Weißenhof und am Viergiebelweg. Deshalb richtete der Oberkirchenrat 1928 an der Erlöserkirche eine weitere Stadtvikarstelle zur Betreuung des rasch wachsenden Außenbezirks am Killesberg ein. Die Gottesdienste des Außenbezirks wurden zunächst im Sitzungssaal, später im Festsaal des Neubaus der Kunstgewerbeschule von 1913 gehalten. 1931 wurde die „Kirchengemeinde auf dem Weißenhof“ – so die bis dahin verwendete Selbstbezeichnung – als Teilkirchengemeinde der Stadt Stuttgart anerkannt und daraufhin der erste Kirchengemeinderat gewählt.

### Planung und Bau der Brenzkirche
Schon 1928 begannen Planungen für eine Kirche für die „Weißenhofgemeinde“. Anfang 1929 erwarb die Stuttgarter Gesamtkirchengemeinde das Grundstück gegenüber der Kunstgewerbeschule. Der Architekt der Bauabteilung der evangelischen Kirchenpflege, Zacharias Schäffer, erarbeitete einen Vorentwurf unter dem Projekttitel „Betsaal und Wohnungsbau am Kochenhof“, der im Januar 1930 dem Verwaltungsausschuss der Gesamtkirchengemeinde vorgelegt wurde. Der Grundstücksform folgend ging Schäffers Vorentwurf von einem Ensemble aus Pfarr- und Gemeindehaus entlang der Straße Am Kochenhof und einem frei stehenden Kirchenbau an der Landenbergerstraße aus.

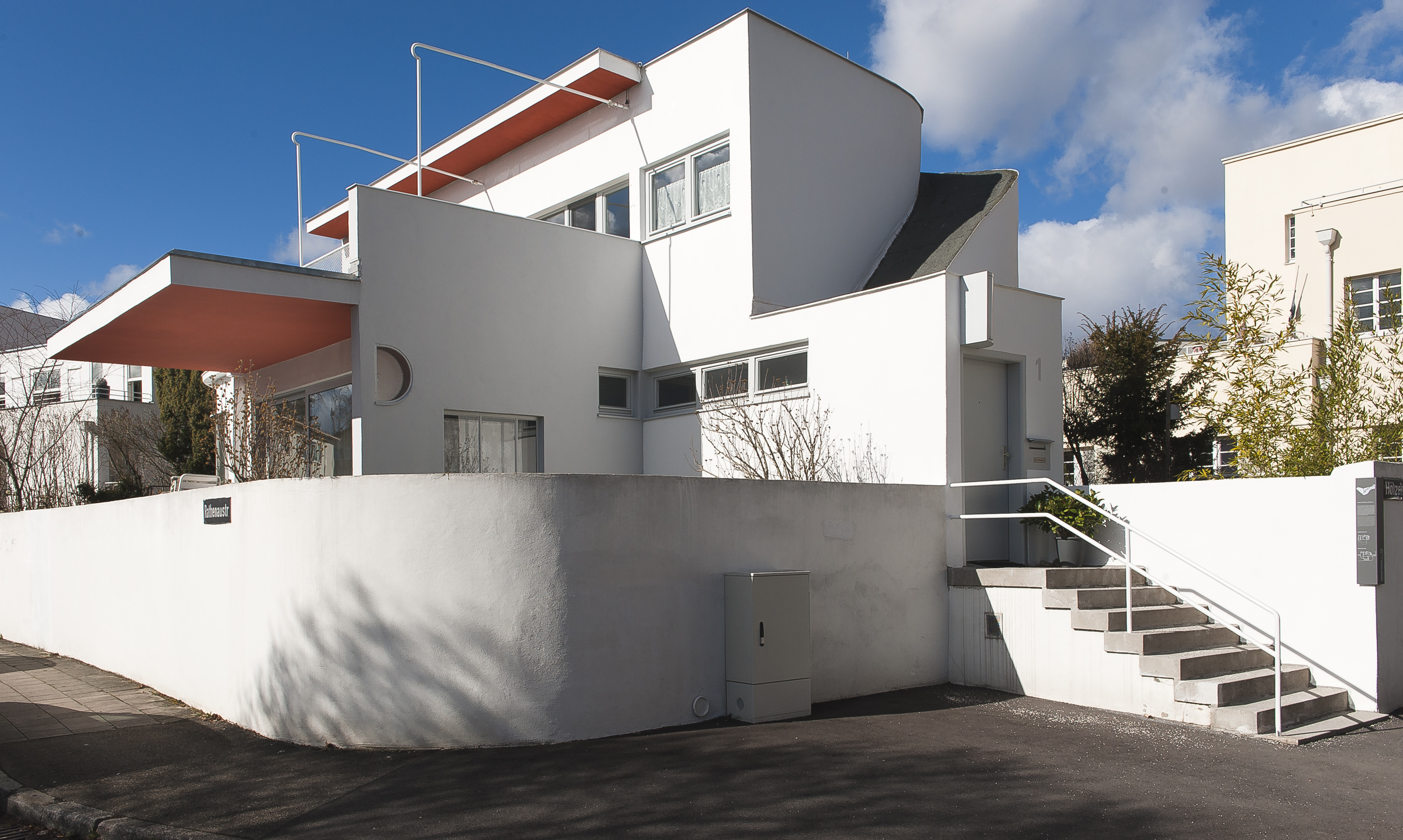
Wohnhaus in Weißenhofsiedlung, Architekt Hans Scharoun

Nach einem Gutachten des Architekten Heinz Wetzel, Professor für Städtebau an der Technischen Hochschule Stuttgart, entschloss sich die Kirchengemeinde am 13. April 1930, einen Architekturwettbewerb auszuschreiben. Dabei strebte der Gesamtkirchengemeinderat einen Entwurf an, der sich an die Architektur der Weißenhofsiedlung anpasste. Vier Inhaber Stuttgarter Architekturbüros wurden eingeladen, darunter Alfred Daiber, dessen Entwurf das Preisgericht am 11. Juni 1930 den 1. Preis zuerkannte. Daiber hatte noch 1925/26 eher traditionell mit Satteldächern und expressionistischen Zierformen gebaut, aber bei einigen öffentlichen Bauaufträgen ab 1928 funktional im Sinne der Moderne. Sein zunächst eingereichter, noch sehr konventioneller Entwurf für die Brenzkirche passte zur Weißenhofsiedlung und sah eine geschlossene Bebauung vor, mit einem großen Kirchenbau entlang der Landenbergerstraße und einem Wohntrakt an der Straße Am Kochenhof, der an das Nachbargebäude anschließen sollte. Die schwierige städtebauliche Situation löste Daiber, indem er den Eingang von der Schmalseite der Kirche auf die Langseite schob und so einen kleinen Vorplatz anlegen konnte. Südlich schloss ein Querbau an, in dem die notwendigen Wohnungen und Amtszimmer untergebracht wurden. Der Entwurf sah keinen eigenständigen Kirchturm, sondern nur einen Dachreiter vor.
Im Oktober legte Daiber dem Engeren Rat der Gesamtkirchengemeinde einen weiterentwickelten Entwurf vor. Als Baukosten veranschlagte er rund 480.000 Reichsmark, fast das Doppelte der Summe, die Schäffer für seinen Vorentwurf kalkuliert hatte. Daibers Entwurf wurde zwar gelobt, doch angesichts der sich entwickelnden Weltwirtschaftskrise überstiegen die avisierten Baukosten die Möglichkeiten der Gesamtkirchengemeinde. Daiber wurde daher gebeten, ein reduziertes Projekt zu entwickeln.
Daibers zweiter Entwurf sah nur noch einen einzelnen Baukörper entlang der Landenbergerstraße vor, der mehrere Funktionen abdecken sollte: Funktionsräume im Erdgeschoss und einen Gemeindesaal mit Sängerempore im Obergeschoss, dazu Wohnungen und Amtszimmer, die unmittelbar neben dem Kirchenraum lagen, jedoch mit eigenem Eingang erschlossen wurden. Der Entwurf verzichtete nun weitgehend auf die klassischen Erscheinungsformen einer Kirche, wozu Daiber sich 1933 äußerte:

„Von Seiten der Geistlichkeit war dies auch gar nicht verlangt. Man war sich in diesen Kreisen darüber klar, daß dies ein neues Programm für kirchliche Bauten darstellt. Es ist entstanden aus dem Bedürfnis der kleineren Teilgemeinden, welche für die Ausbildung des kirchlichen Lebens auch noch andere Räume brauchen, in denen sie sich die Woche über zusammenfinden können. […] Das Innere wurde schlicht und einfach gehalten nach dem Sinn des ev. Glaubens und dem Gebot der Zeit. Hell und klar dringt das Licht Gottes in den Kirchenraum, um Prediger und Gemeinde zu umfassen und einander näher zu bringen.“

Die Kombination von in einem Gebäude zusammengefasstem Kirchensaal und Gemeinderäumen war zwar bei evangelischen Bauten in Württemberg nicht neu, aber in der Konsequenz der nun mit Daibers Neuplanung vorgelegten Multifunktionalität absolut zukunftsweisend. Als Baukosten wurden 300.000 Reichsmark veranschlagt.
Am 29. Mai 1931 genehmigte der Gesamtkirchenrat den Bau. Die Gemeinde selbst wollte der Kirche den Namen Weißenhofkirche geben. Doch der Gesamtkirchenrat entschied sich, die Kirche nach dem Württemberger Reformator Johannes Brenz (1499–1570) zu benennen, einem Wegbereiter der protestantischen Theologie. Damit setzte man sich von der avantgardistischen Weißenhofsiedlung ab, die den Namen Weißenhof seit 1927 prominent besetzte.
Brenzkirche kurz nach ihrer Fertigstellung im Frühjahr 1933 auf Homepage des Fördervereins Brenzkirche e. V.

Link zum Bild

Im Dezember 1931 reichte Daiber mit einer inzwischen nochmals überarbeiteten Planung das Baugesuch ein, das das Baurechtsamt im Januar 1932 genehmigte. Im März 1932 wurde mit den Bauarbeiten begonnen. Wegen der schlechten Bodenbeschaffenheit war eine Pfahlgründung des Gebäudes notwendig. Im Frühsommer kam es zu einer Bauunterbrechung, nachdem es innerkirchlich eine Kontroverse gegeben hatte, weil keine zweite Pfarrwohnung vorgesehen war. Ab Juli wurde der Bau fortgesetzt und bis zum Jahresende im Rohbau fertiggestellt. Bis März 1933 erfolgte der Innenausbau.

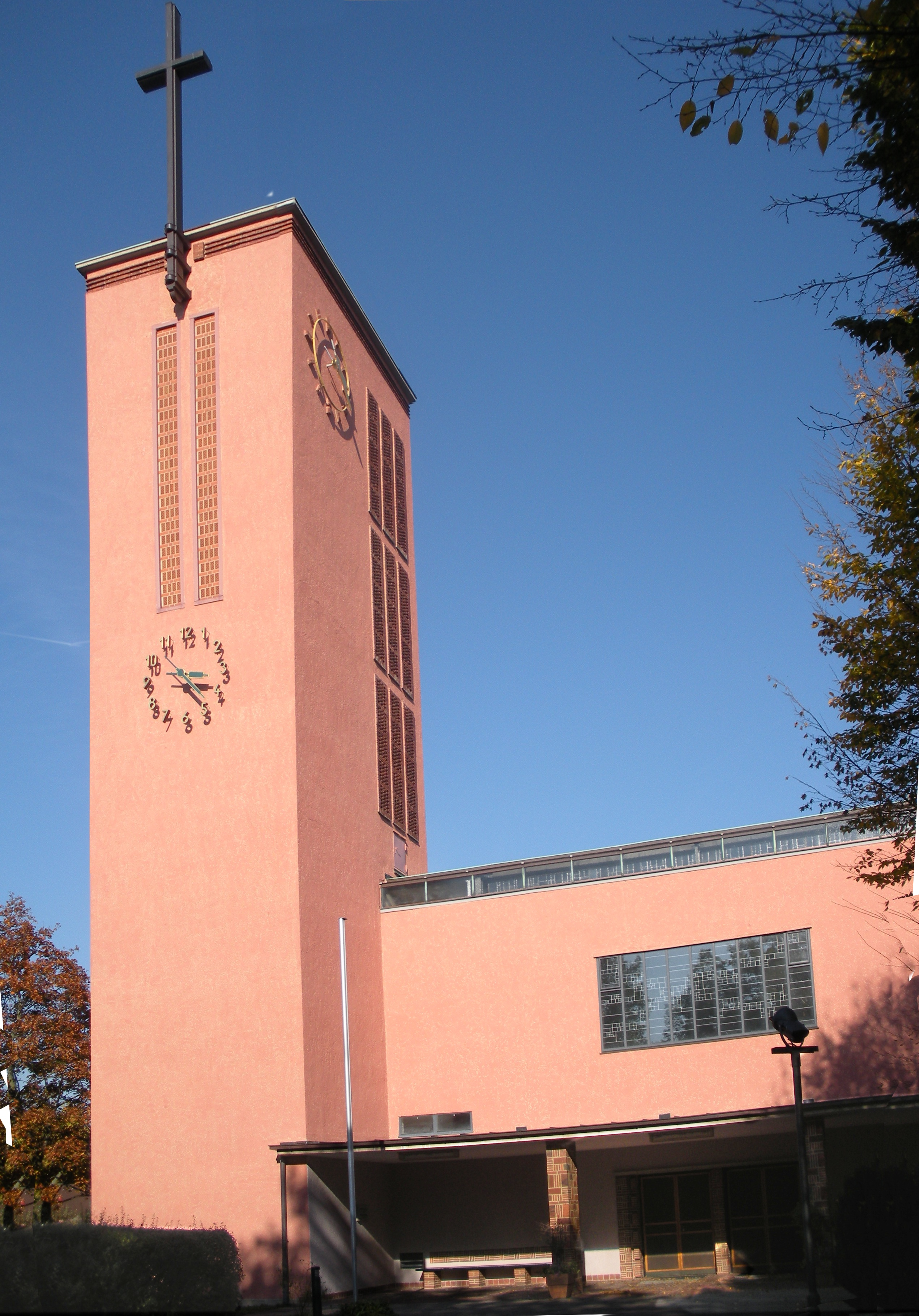
Kreuzkirche (1928/30) in Stuttgart-Hedelfingen

Die Fertigstellung der Brenzkirche fiel in die Anfangszeit des Dritten Reichs und geriet wegen ihrer architektonischen Gestaltung ins Visier der Nationalsozialisten. In der Stuttgarter Presse wurde sie heftig angefeindet. Im Schwäbischen Merkur vom 25. März 1933 wurde sie wegen der mangelnden sakralen Ausstrahlung als „Seelensilo“ und „Musterbeispiel für unverstandene Sachlichkeit“ verhöhnt und Daiber als „bloßer Techniker“ kritisiert. Der Kampfbund für deutsche Kultur veröffentlichte in der Süddeutschen Zeitung vom 23. März 1933 eine Erklärung zur Brenzkirche: „Deutsche Frömmigkeit und deutsches Kulturgefühl werden durch dieses Bauwerk auf tiefste verletzt.“ Der Kampfbund brandmarkte die Architektur der Brenzkirche als „undeutsch“. Vor allem der fehlende markante Glockenturm scheint die Abwehr hervorgerufen zu haben, denn weitere Stuttgarter Kirchen, die zur gleichen Zeit entstanden und ebenfalls eine moderne Formensprache verwendeten, entgingen der Kritik. Diese Kirchen, etwa die Kreuzkirche in Hedelfingen von 1928/30, hatten alle einen markanten Kirchturm. In der Erklärung des Kampfbundes stand, dass die Anbringung der Glocken „besonders unangenehm“ auffalle, da sie „nach beinahe afrikanisch anmutender Manier etwa zwei Meter über dem Dachstuhl frei sichtbar an Balken aufgehängt“ seien. Die Redaktion der Zeitung ergänzte die Erklärung um die polemische Frage: „Sollte hier etwa eine Art von Uebergangsstil von der marokkanischen zu unserer sonst gebräuchlichen mitteleuropäischen Bauart geschaffen werden?“ Hier gibt es Parallelen zur Kritik an der Weißenhofsiedlung als „Araberdorf“ im gleichen Jahr. Im Stuttgarter NS-Kurier stand am 27. März 1933: „Diese Kirche ist wohl das Ungeheuerlichste, was ein Architekt in den letzten Jahren sich geleistet hat.“
Am 2. April 1933 wurde die Kirche eingeweiht. In einer feierlichen Zeremonie zog die Gemeinde von der Kunstgewerbeschule zu ihrer neuen Kirche. Dabei trugen die Kirchengemeinderäte die neuen Tauf- und Abendmahlsgeräte, die in der Metallabteilung der Kunstgewerbeschule nach einem Entwurf von Paul Haustein angefertigt worden waren. Die Predigt zur Einweihung hielt Reinhold Haug, der 1931 als Stadtpfarrverweser für die Betreuung der Weißenhofgemeinde eingesetzt worden war. Im Anschluss sprach Theopil Wurm, seit 1929 Kirchenpräsident der Evangelischen Landeskirche. Dabei reagierte er auf die Äußerungen in der Presse in den vorherigen Wochen. Die „äußere Form“ sei „nie die Stärke des Protestantismus gewesen“. Er ermutigte die Gemeinde, sich von der Kritik nicht beirren zu lassen. Im gleichen Jahr wurde als erster Pfarrer Friedrich Hilzinger, ein Anhänger der Deutschen Christen, berufen.
2017 beschrieb der Architekturhistoriker Jan Lubitz die Brenzkirche von 1933 als kongeniale Umsetzung der liturgischen Reformtendenzen der Zeit – vor allem auch mit dem Hinweis auf Postulate des Evangelischen Kirchbaukongresses in Magdeburg 1928. Jedoch flossen in die weiter entwickelten Planungen dann auch neuere Ideen aus den damals bis in den Anfang der 1930er Jahre geführten Debatten um den angemessenen protestantischen Kirchenbau ein. Die architektonische Gestaltung mit der Wege- und Lichtführung im Innern der Kirche hebt Lubitz als „raffiniert“ hervor und lobte, dass die „markante Nordfassade mit ihrem asymmetrisch geformten Fensterfeld […] spannungsvoll gestaltet“ gewesen sei und sich durch eine „abstrakte Anmutung“ ausgezeichnet habe. Die Brenzkirche zählte zu den wichtigsten Werken des Neuen Bauens in Stuttgart.

### Umbau 1939 zur Reichsgartenschau

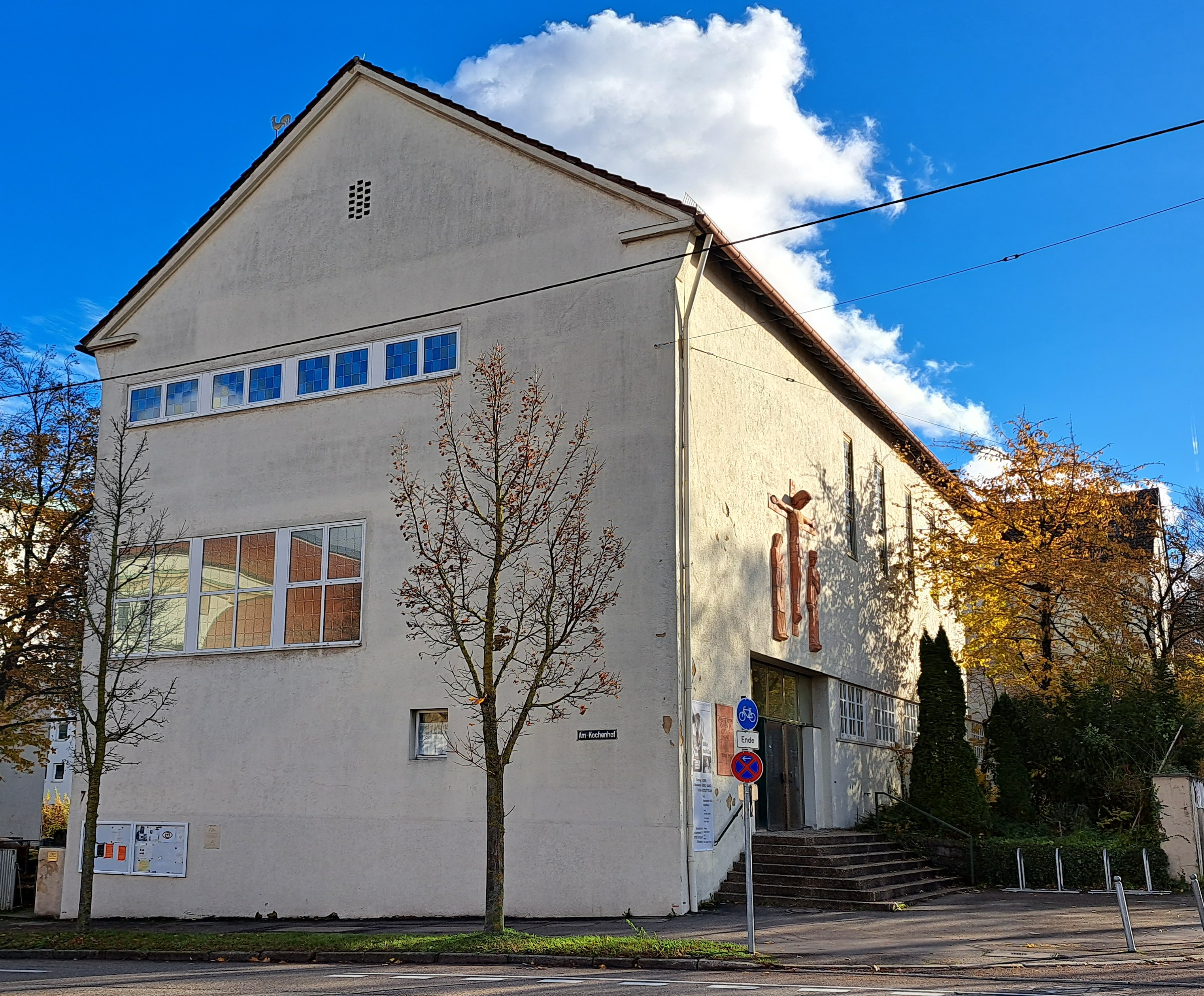
Nordfassade der Brenzkirche 2023 mit der Fensterlösung und der rechtwinklig überformten Nordwestecke nach dem Umbau 1939. Die ehemalige asymmetrische Fensterfront, die dem innenliegenden Treppenaufgang folgte, zeichnet sich noch schwach ab.

Im Zuge der vergeblichen Bemühungen des neuen Oberbürgermeisters Karl Strölin um die Auszeichnung „Führerstadt“ für Stuttgart erhielt die Stadt 1936 den Zuschlag für die Ausrichtung der Reichsgartenschau im Jahr 1939. Als Areal für die Reichsgartenschau wurde der ehemalige Steinbruch am Killesberg ausgewählt. Der geplante Haupteingang im Südosten des Geländes lag schräg gegenüber der Brenzkirche. Der Architekt Gerhard Graubner entwarf Ausstellungshallen, die sich um einen „Ehrenhof“ anordneten, zu dem eine terrassenförmige Treppenanlage hinführte. Strölin mahnte im Hinblick auf die Reichsgartenschau Stadtverschönerungsmaßnahmen an. Das veranlasste den Kirchengemeinderat der Brenzkirche sich im Mai 1938 zu fragen, „ob nicht angesichts der sich nähernden Reichsgartenschau i. S. 1939 irgend welche baulichen Veränderungen der Kirche notwendig werden, da der Baustil der Kirche im schönen Gegensatz zu der Bauauffassung des Dritten Reichs“ stehen würde. Zudem verliere die Brenzkirche „jeden Anschluß an die auf der Weißenhofhöhe bestehende Siedlungbauweise“, wenn die Stadt Stuttgart entsprechend ihres „allmählich als sicher bekanntgewordenen Plans“ das ganze Weißenhofgelände an den Staat zu militärischen Zwecken verkaufen und fast alles Bestehende niederreißen würde. Im Juni 1938 drängte auch die Stadt auf einen Umbau der Kirche: „Ihre architektonische Gestaltung lässt leider in auffallendem Masse liberalistische Baugesinnung der verflossenen Systemzeit erkennen. Die Kirche fügt sich in keiner Weise in die städtebauliche Umgebung ein und wirkt darum störend im Stadtbilde.“ Im Sommer 1938 wurden bereits Vorentwürfe angefertigt und der Stadt vorgelegt. Mit der eigentlichen Planung wurde dann der Architekt Rudolf Lempp beauftragt. Daiber war zwar schon 1932 der NSDAP beigetreten, doch da er seit 1936 Leiter des Hochbauamtes in Hamburg war, stand er nicht zur Verfügung. Für Lempp sprach, dass er sowohl Gemeindemitglied als auch Vorstandsmitglied im Verein für Christliche Kunst war.
Im September 1938 legte Lempp erste Pläne für eine Aufstockung der Kirche vor. Die Kirche sollte ein Satteldach bekommen und so das Flachdach verlieren, das als Charakteristikum des Neuen Bauens galt. Darüber hinaus wurde die gerundete Ecke neben dem Haupteingang durch einen Mauervorbau rechtwinklig abgeschlossen und die schräge Verglasung der Nordfassade, die dem innenliegenden Treppenverlauf folgte, wurde durch eine von vier auf drei Fensterfelder verkleinerte Glasfläche ersetzt, jedoch nur noch auf Höhe des oberen Foyers. Ähnliche Umbauten gab es auch in anderen Städten an Gebäuden des Neuen Bauens, um sie zu „arisieren“.
Schon im Dezember des gleichen Jahres entschied der Engere Rat der Gesamtkirchengemeinde, die Brenzkirche entsprechend Lempps Plänen umzubauen, und stellte Mittel in Höhe von etwa 55.000 Reichsmark dafür zur Verfügung, wofür man sich nötigenfalls auch verschulden würde. Jan Lubitz bewertete die Vorgänge so, dass die Evangelische Kirche in Stuttgart 1938 so weit vom nationalsozialistischen Denken durchsetzt war, dass die Kirche auf eigene Kosten umgebaut wurde, obwohl der Anstoß von der Stadt Stuttgart kam, die sich mit der Reichsgartenschau regimekonform dem Reich präsentieren wollte. Im Februar 1939 stimmte der Oberkirchenrat dem Umbau zu und am 1. März 1939 wurde das eingereichte Baugesuch baupolizeilich genehmigt. Die Genehmigung enthielt die Auflage, sofort mit den Bauarbeiten zu beginnen, damit der Umbau bis zur Eröffnung der Reichsgartenschau abgeschlossen werden könnte. Dies gelang. Am 22. April 1939 wurde die Reichsgartenschau mit der umgebauten Kirche vis-à-vis eröffnet.
Die Proportionen des Gebäudes hatten sich durch den Umbau ungünstig verändert. Die Grundrissgeometrie erlaubte es nicht, alle Gebäudeteile mit Dächern gleicher Neigung zu versehen, was zu einer insgesamt unharmonischen Wirkung führte. Im Zuge der Umbauten wurde in der Kirche zudem ein Luftschutzraum eingebaut. Dort wurden während des Zweiten Weltkriegs Einrichtungsstücke anderer Stuttgarter Kirchen untergebracht. Dazu gehörte das Grabdenkmal des Obersten Freiherrn Benjamin von Bouwinghausen-Wallmerode (1570–1635) aus der Hospitalkirche, das so erhalten blieb. Erst um 2000 wurden im ehemaligen Luftschutzraum mehrere große gotische Plastiken aus der Stiftskirche entdeckt, die nach Restaurierung nun wieder in der Stiftskirche aufgestellt sind.

### Beschädigungen im Zweiten Weltkrieg
Während des Zweiten Weltkriegs wurde die Brenzkirche stark beschädigt. Bei einem nächtlichen Bombardement am 21. Februar 1944 trafen zwei Brandbomben und eine Luftmine die Kirche. Durch die Luftmine wurden viele Fenster zerstört und das Dach größtenteils abgedeckt, so dass im Kirchensaal keine Gottesdienste mehr stattfinden konnten. Stattdessen wurde der Gemeindesaal im Untergeschoss genutzt. Ende Juli 1944 kam es zu einer neuerlichen Serie von Luftangriffen, bei der das Dach erneut weitgehend zerstört und Fenster und Türen beschädigt wurden. Bei einem Angriff vom 12. auf den 13. September wurden Brände ausgelöst, die die Nutzung der Kirche und der Pfarrwohnung weiter beeinträchtigten. Bei diesem Angriff wurde auch die Polizeidirektion in Stuttgart ausgebombt und daraufhin in die Brenzkirche umquartiert. Sonntags wurden aber weiterhin Gottesdienste gehalten. Ein weiterer Angriff am 19. Oktober 1944 löste durch Brandbomben erneut Feuer aus. Die Empore und die Orgel im Kirchensaal waren danach schwer beschädigt. Ein Angriff mit Sprengbomben in der gleichen Nacht beschädigte die Kirchenwand an der Ostseite und die Wand über dem Haupteingang.

### Wiederaufbau nach dem Zweiten Weltkrieg
Die Konstruktion der Brenzkirche war nach den Angriffen noch weitgehend intakt, die Kirche hatte aber mehrere Schäden erlitten. Bereits am 24. Mai 1945 drängte Georg Kopp, Vorsitzender des Vereins für Christliche Kunst, auf Schadensbeseitigung – vornehmlich in Bezug auf das Dach und die Schließung von Bombenlöchern. Er verlangte aber auch einige Änderungen: Die Großfenster an der Westfassade sollten deutlich verkleinert werden, um die Wirkung des Winddrucks zu verringern. Den Auftrag für die Gestaltung erhielt erneut Lempp. Wunschgemäß mauerte er die Fenster an der Westfassade weitgehend zu und ergänzte als Pendant und für mehr Licht ähnliche Fenster an der Ostfassade. Damit ging die von Daiber bewusst entworfene Asymmetrie und die Lichtführung des Kirchensaals verloren. Außerdem änderte Lempp die Innengestaltung des Kirchensaals grundsätzlich (siehe Innenräume). Am 27. April 1947 wurde die Kirche mit einem Gottesdienst wiedereröffnet.
Brenzkirche 1953 mit Terrakotta-Kreuzigungsgruppe über dem Haupteingang auf Homepage des Fördervereins Brenzkirche e.V.

Link zum Bild

In den folgenden Jahren gab es mehrmals Änderungen. 1953 wurde über dem Haupteingang eine Kreuzigungsgruppe aus Terrakotta eingefügt. 1968 wurde der Kirchenraum renoviert und dabei von dem Architekten Hannes Mayer weiter umgestaltet. Der bis 1975 im Erdgeschoss untergebrachte Weißenhofkindergarten zog 1975 aus, worauf der Gemeindesaal mit der angeschlossenen Küche und der Garderobe erneuert wurde.

### Anerkennung als Baudenkmal
1983 war das 50-jährige Jubiläum zur Einweihung der Kirche. In diesem Zusammenhang wurde sie als Baudenkmal ausgewiesen. Die Begründung hebt im Wesentlichen auf den Umbau von 1939 ab und sieht die Brenzkirche vor allem als ein Denkmal für den Kampf des Dritten Reiches gegen die moderne Kunst. Der Status als Baudenkmal stand von da an dem immer wieder geforderten Rückbau in den ursprünglichen Zustand im Wege.
Jan Lubitz kritisierte 2017 die Denkmalbegründung, weil die „architekturhistorische Vielschichtigkeit“ der Brenzkirche darin keinerlei Beachtung gefunden hätte. Ulrike Plate vom Landesamt für Denkmalpflege verteidigte dagegen im gleichen Jahr die Bewertung. Das Besondere dieses Kirchenbaus sei vor allem „sein Zeugniswert für eine Zeit, in der eine traditionelle Architekturvorstellung mit Staatsgewalt durchgesetzt werden konnte: für die Zeit der nationalsozialistischen Regierung, die auch die Gesinnung in der Stuttgarter Stadt- und Bauverwaltung bestimmte.“ Die „Zeitschicht von 1933“ sei architektonisch seit Langem verloren.
Das Erscheinungsbild der Kirche wird allgemein kritisiert. Der Architekturhistoriker Klaus Jan Philipp beschrieb die Kirche als „langweilige[n] Kasten mit Steildach, kaum wirksamem Turm und aus dem eierschalenfarbigen Putz geschnittenen schmalen, hochrechteckigen Fenstern. Würde nicht eine Kreuzigungsgruppe den Eingang in eine Kirche markieren, dann könnte es sich auch um irgendeinen Profanbau handeln.“ Für Caroline Kraft von der Bauwelt hat das rot geziegelte Satteldach den Baukörper in einem gewaltvollen Zangengriff. Die Architektur weise Elemente des Heimatschutzstils auf.

### Umbau zur IBA’27
1. Preis Architekturwettbewerb Brenzkirche 2023 auf Homepage des Fördervereins Brenzkirche e.V.

Link zum Bild

In die festgefahrene Diskussion um Rückbau und Sanierung der Brenzkirche kam Bewegung, als 2016 zwei Häuser der Weißenhofsiedlung zum Weltkulturerbe erklärt wurden und die Internationale Bauausstellung zum 100-jährigen Jubiläum der Weißenhofsiedlung für 2027 (IBA’27) geplant wurde. 2017 gab die Gemeinde ein Bauheft zur Brenzkirche heraus. 2019 wurde der Förderverein Brenzkirche e. V. gegründet, um innovative Lösungen für die Brenzkirche voranzutreiben. Im März 2023 lobte die Evangelische Gesamtkirchengemeinde Stuttgart in Kooperation mit der IBA’27 und dem Evangelischen Oberkirchenrat einen eingeladenen internationalen Realisierungswettbewerb mit einer Wettbewerbssumme von insgesamt 50.000 € aus. Die 16 beteiligten Büros sollten Lösungen dafür finden, die Kirche den Anforderungen eines zukunftsfähigen Gemeindezentrums entsprechend weiterzuentwickeln und dabei die herausragende Bedeutung der ursprünglichen Architektur zu würdigen, ohne die Spuren der wechselvollen Geschichte auszulöschen. Die Vorbereitungen waren unter Einbeziehung der Denkmalbehörden und deren Vertretung auch in der Jury erfolgt. Am 21. Juni 2023 vergab das Preisgericht unter dem Vorsitz des Architekten Wolfgang Riehle, früher Präsident der Architektenkammer Baden-Württembergs, den 1. Preis an das Architekturbüro Wandel Lorch Götze Wach aus Frankfurt am Main und Saarbrücken. Das allgemein gelobte Konzept mit dem Namen „Palimpsest“ sieht entsprechend der Ausschreibung vor, zentrale Ideen des ursprüngliches Baus von 1933 wieder sichtbar zu machen, vermeidet aber bewusst eine direkte Rekonstruktion. Wieder zu sehen sein werden das Flachdach, die Fenster des Altarraumes und des Treppenaufgangs sowie die abgerundete Ecke neben dem Eingang. Die Satteldächer von 1939 sollen bei einer kubischen, jedoch transparenten Aufstockung des Quertraktes und eines neuen Obergeschosses des Kirchturms, bei dem auch die Glocken wieder von außen sichtbar werden, zu erkennen bleiben. Die Blindfenster der Nachkriegszeit an der Ostfassade sollen ebenfalls noch nachvollziehbar bleiben. In Verbindung mit dem Umbau soll die Kirche eine völlig neue Haustechnik erhalten, energetisch saniert und an die neuen Baustandards angepasst werden.
Im Juli 2024 hat der Aufsichtsrat der IBA’27 GmbH die Brenzkirche als IBA’27-Projekt aufgenommen. Die Bauarbeiten sollen 2025 beginnen.

### Entwicklungen im Gemeindeleben
1997 schlossen sich die Teilkirchengemeinden Brenzkirche, Erlöserkirche und Martinskirche zur Kirchengemeinde Stuttgart-Nord zusammen. 2011 wurde Karl-Eugen Fischer Pfarrer an der Brenzkirche. Seit 2015 gibt es in der Brenzkirche regelmäßig Veranstaltungen der Atelierkirche, bei der Künstlerinnen und Künstler im Kirchenraum mit Interessierten arbeiten. Der Kirchenraum wird zum „Atelierraum zwischen Kunst, Spiritualität und Alltag“.
2014 wurde der Gemeindesaal im Erdgeschoss  in Dora-Veit-Saal benannt. Dora Veit (1912–1988) stammte aus einer jüdischen Familie und ließ sich mit zwanzig Jahren taufen. Nach den Nürnberger Rassegesetzen galt sie trotzdem als Jüdin und verlor 1937 ihre Arbeitsstelle in der öffentlichen Jugendpflege. Daraufhin begann sie im Juni 1937 eine Krankenpflegeausbildung im Diakonissenmutterhaus von Schwäbisch Hall. Da sie als Nichtarierin zunächst keine Zulassung zum staatlichen Examen erhielt, wechselte sie im Juni 1938 zu einem Kurs in kirchlicher Jugendarbeit im von der Bekennenden Kirche geleiteten Burckhardthaus in Berlin-Dahlem. Die Schwäbisch Haller Diakonissenanstalt stellte ihr ein internes Prüfungszeugnis aus. Vor Kriegsausbruch floh sie im Juni 1939 aus Deutschland nach England, wo sie eine theologische Ausbildung absolvierte. Obwohl ihre Eltern 1942 in Theresienstadt ermordet worden waren, kehrte sie 1946 zurück und engagierte sich als Religionslehrerin über Jahrzehnte für die heimische Landeskirche. Ab 1977 war sie Kirchengemeinderätin der Brenz-Gemeinde.

## Architektur

### Außenbeschreibung
Brenzkirche kurz nach ihrer Fertigstellung im Frühjahr 1933 von Nordwesten und vom Osten gesehen auf Homepage der Zeitschrift Marlowes

Link zum Bild

Die in Stahlbetonskelettbauweise errichtete Kirche von 1933 war kompakt und kubisch, was durch die übereinander angeordneten Säle im Innern erreicht wurde. Die Seiten waren mit Mauerwerk ausgefacht. Die Fassade war weiß verputzt, die Stahlfenster waren bündig eingesetzt. Die relativ komplizierte Wegführung in den Kirchensaal im Obergeschoss (siehe Innenräume) zeichnete Daiber an der nördlichen Außenfassade nach. Dort war eine großzügige, dem innenliegenden Treppenlauf folgende, asymmetrische Fensterreihe angebracht, die Einblicke ins Gebäude erlaubte und das Treppenhaus hell ausleuchtete. Auch die gerundete Nordwestecke, die dem Bau eine asymmetrische Komponente gab, hatte ein Pendant in den Innenräumen und sollte die Wegführung unterstützen. An der Westseite war der obere Kirchensaal fast über die ganze Länge großflächig verglast. Auf der Ostseite gab es im Obergeschoss keine Fenster. Das Dach des Gebäudes gestaltete Daiber als Flachdach.
Der Teil des Gebäudes mit den Wohnungen und der Verwaltung war an der Westseite abgesetzt und ragte aus dem Gebäude hervor. Statt eines Kirchturms gab Daiber der Kirche einen einfachen Glockenträger an der Ostfassade, der das Kirchendach nur so weit überragte, dass dort eine Uhr mit zwei auf der Nord- und Südseite angebrachten Ziffernblättern untergebracht werden konnte. Nach Osten und Westen war der Turm offen. Dort hingen drei Glocken, die von außen zu sehen waren. Die Ausdrucksformen des Neuen Bauens zeigten sich am Flachdach, an den großformatigen und teils asymmetrischen Fensterfronten und der runden Nordwestecke. Diese Stilelemente nahmen Bezug auf die Architektur der Weißenhofsiedlung in unmittelbarer Nähe.
Brenzkirche 1939-1944 von Nordosten aus gesehen auf Homepage der Zeitschrift Marlowes

Link zum Bild

Während des Umbaus im Jahr 1939 wurde der Kirche ein Satteldach aufgesetzt. Da die Proportionen ein symmetrisches Dach über den gesamten Komplex nicht zuließen, wurde der Wohntrakt mit einem quer liegenden Satteldach überformt, wodurch er der Höhe der anderen Gebäudeteile angeglichen wurde. Trotzdem hatten die Satteldächer der verschiedenen Gebäudeteile keine einheitliche Neigung, da sonst eine komplette Überdachung nicht möglich gewesen wäre. Der offene Glockenturm wurde ebenfalls aufgestockt, geschlossen und mit einem Satteldach versehen, auf den ein Wetterhahn aufgesetzt wurde. Zudem wurde die runde Nordwestecke rechtwinklig überformt und die Fensterreihe der Nordfassade sowohl rechts als auch unten so rückgebaut, dass eine gerade, rechteckige Form entstand. Dadurch wurde die ursprüngliche Intention, dem Treppenlauf zu folgen, gebrochen und das Treppenhaus deutlich dunkler. Die dunklen Fensterprofile aus Metall wurden durch weiße Holzprofile ersetzt und die Westfenster des Kirchenraums zusätzlich noch durch Vertikalprofile kleinteilig gegliedert.
Beim Wiederaufbau der Kirche nach 1945 wurde die großflächige Verglasung der Westfassade zu schmalen hohen Fenstern zurückgebaut und die bis dahin völlig geschlossene Ostseite analog mit schmalen, hohen Fenster versehen. Erst 1953 wurde die kriegsgeschädigte Wandfläche über dem Haupteingang neu gestaltet. Dort hatte zuvor ein großes Metallkreuz gehangen, nun wurde eine Kreuzigungsgruppe aus Terrakotta angebracht, ein Entwurf von Helmuth Uhrig (1906–1979). Zudem erinnert neben dem Eingang eine Tafel an die Kriegstoten.

Außenseite der Brenzkirche
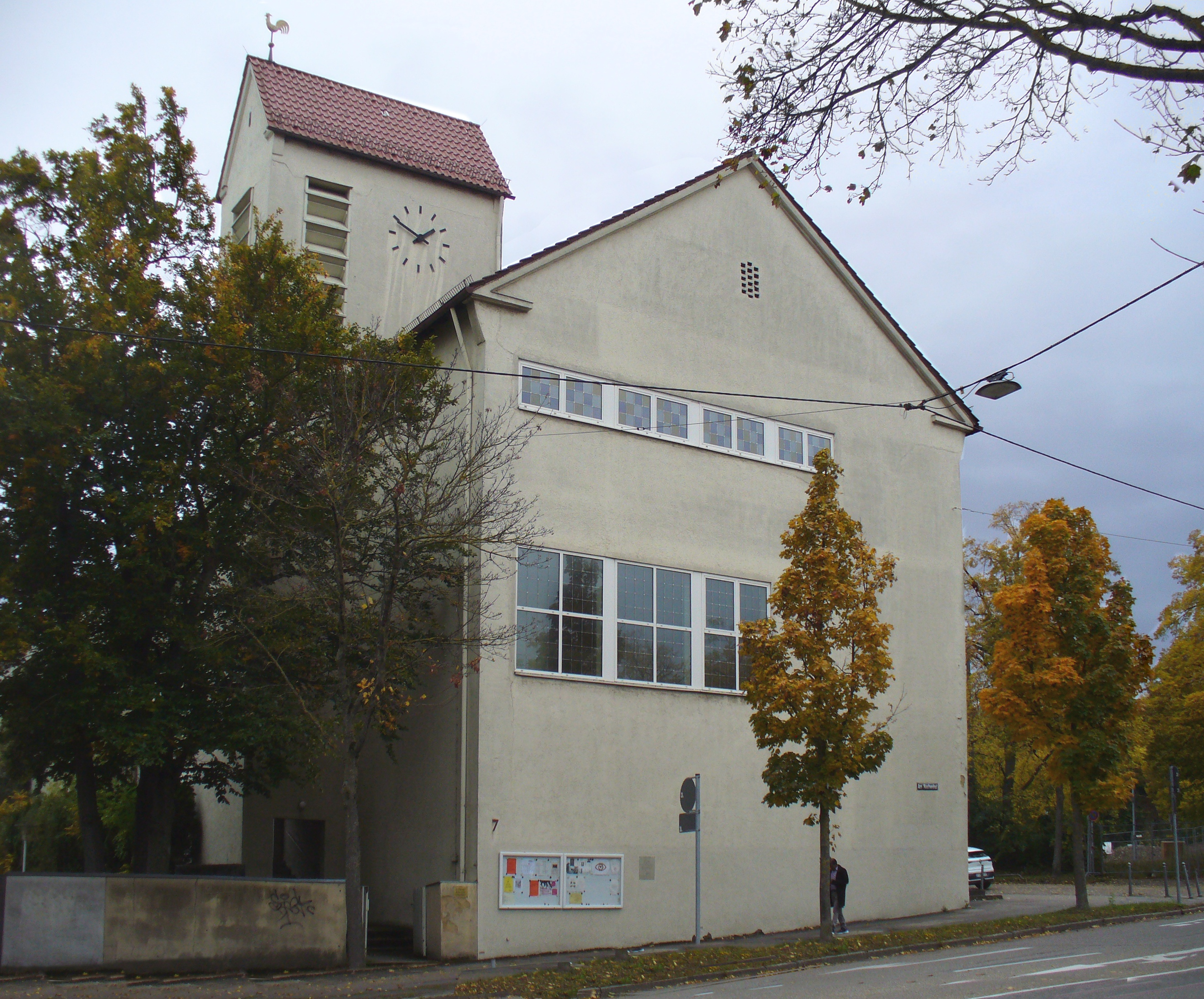
Nordostseite
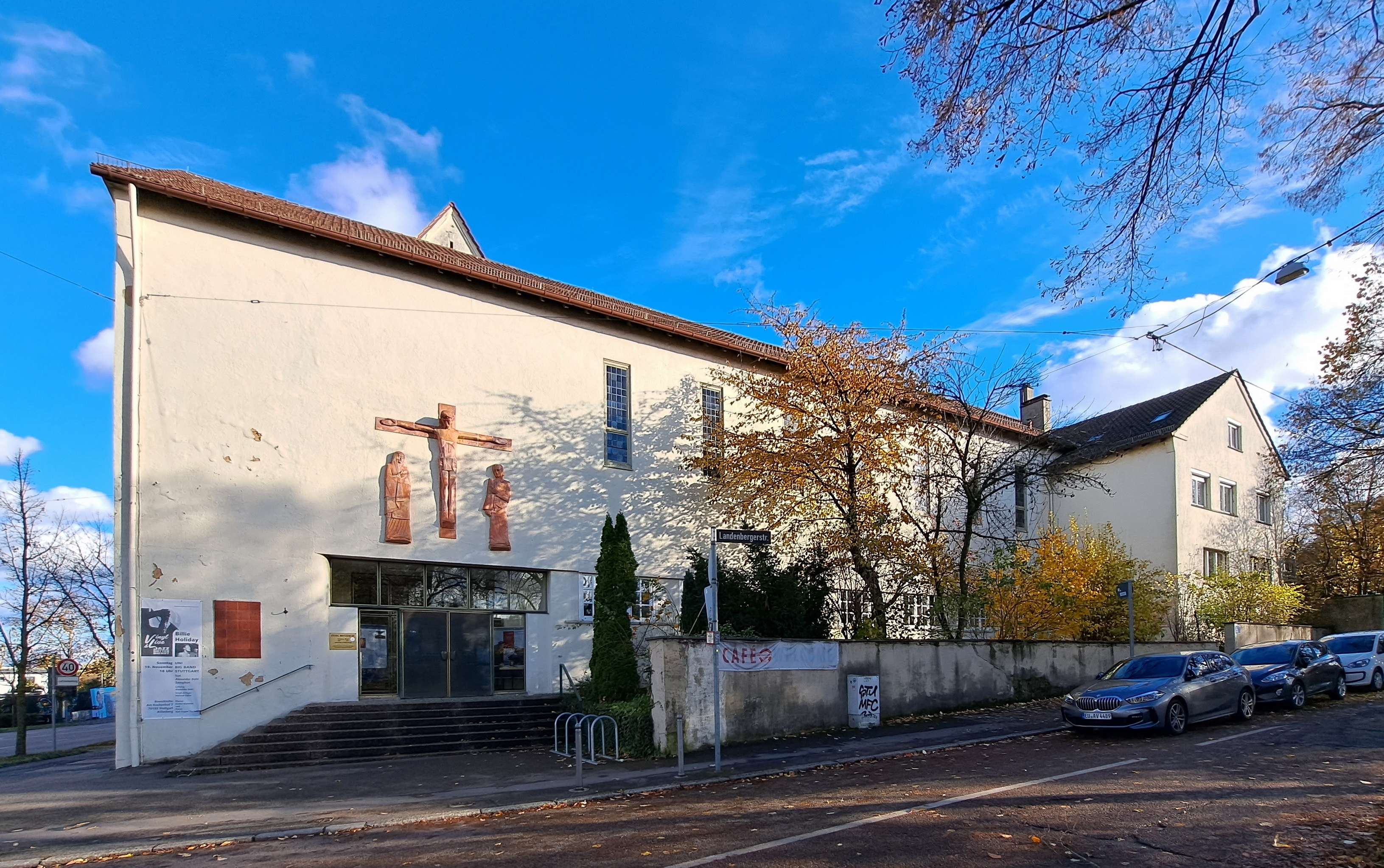
Westseite mit Eingang
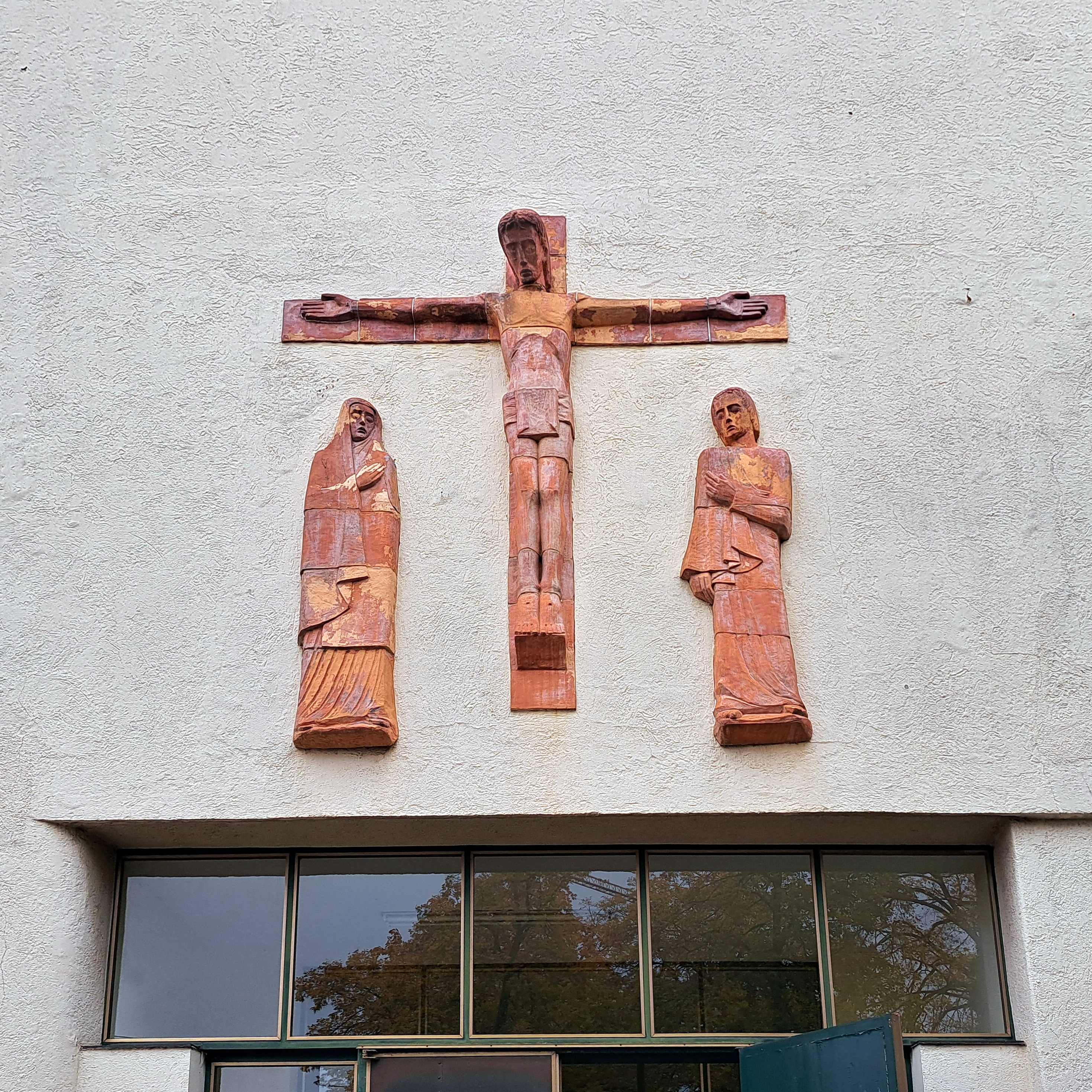
Terrakotta-Kreuzigungsgruppe über Haupteingang
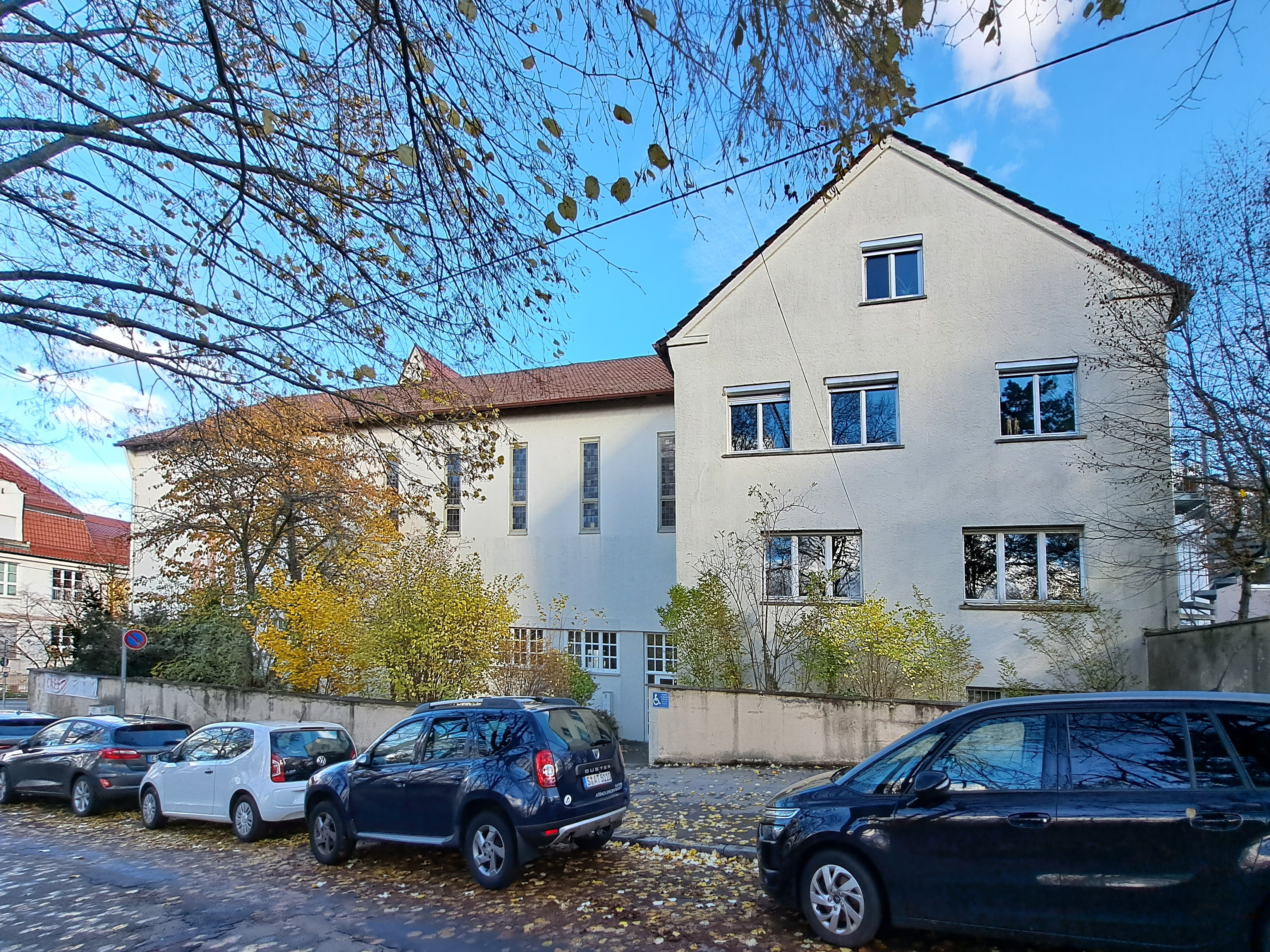
Westseite mit vorgesetzten Verwaltungs- und Wohnungstrakt
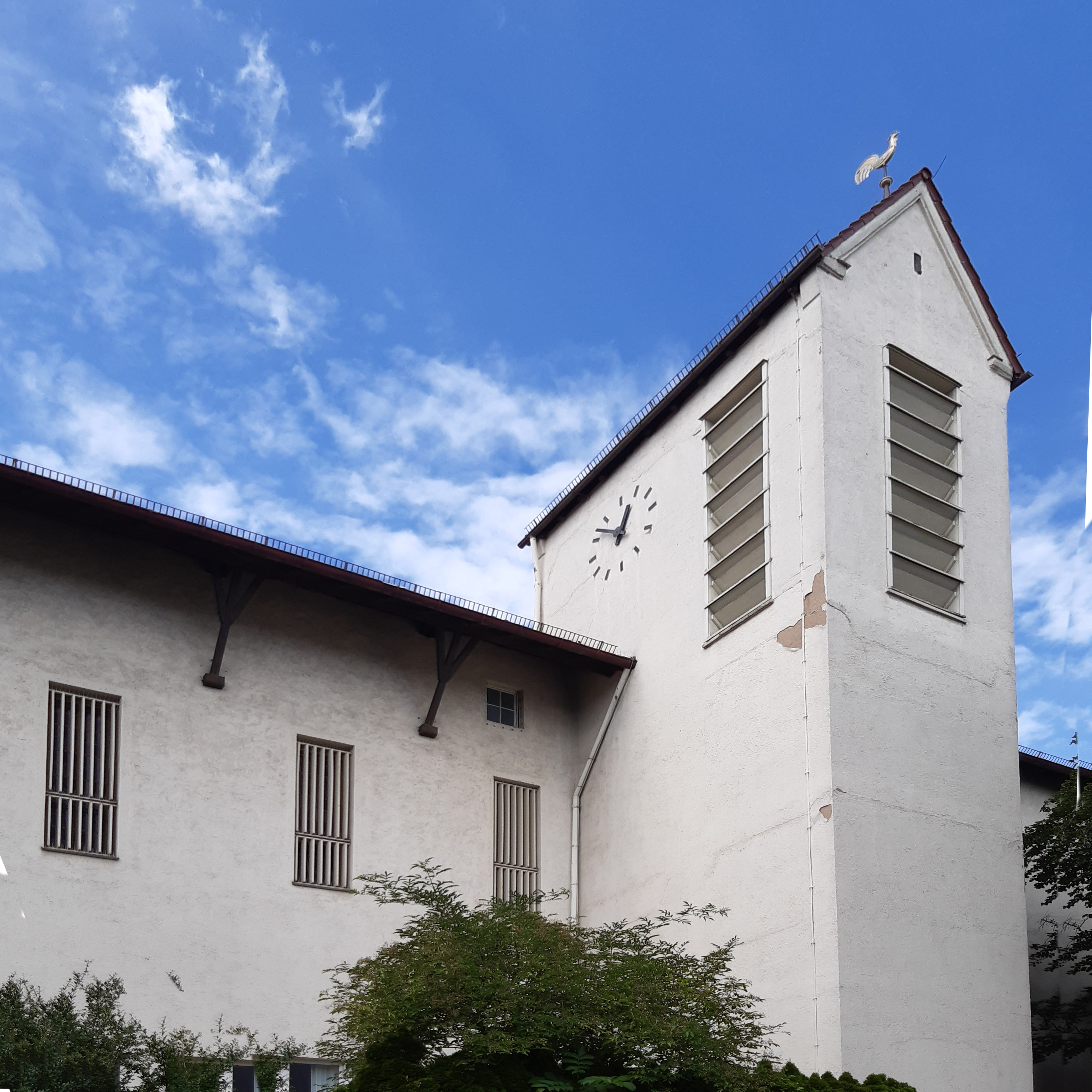
Teil der Ostseite mit Turm
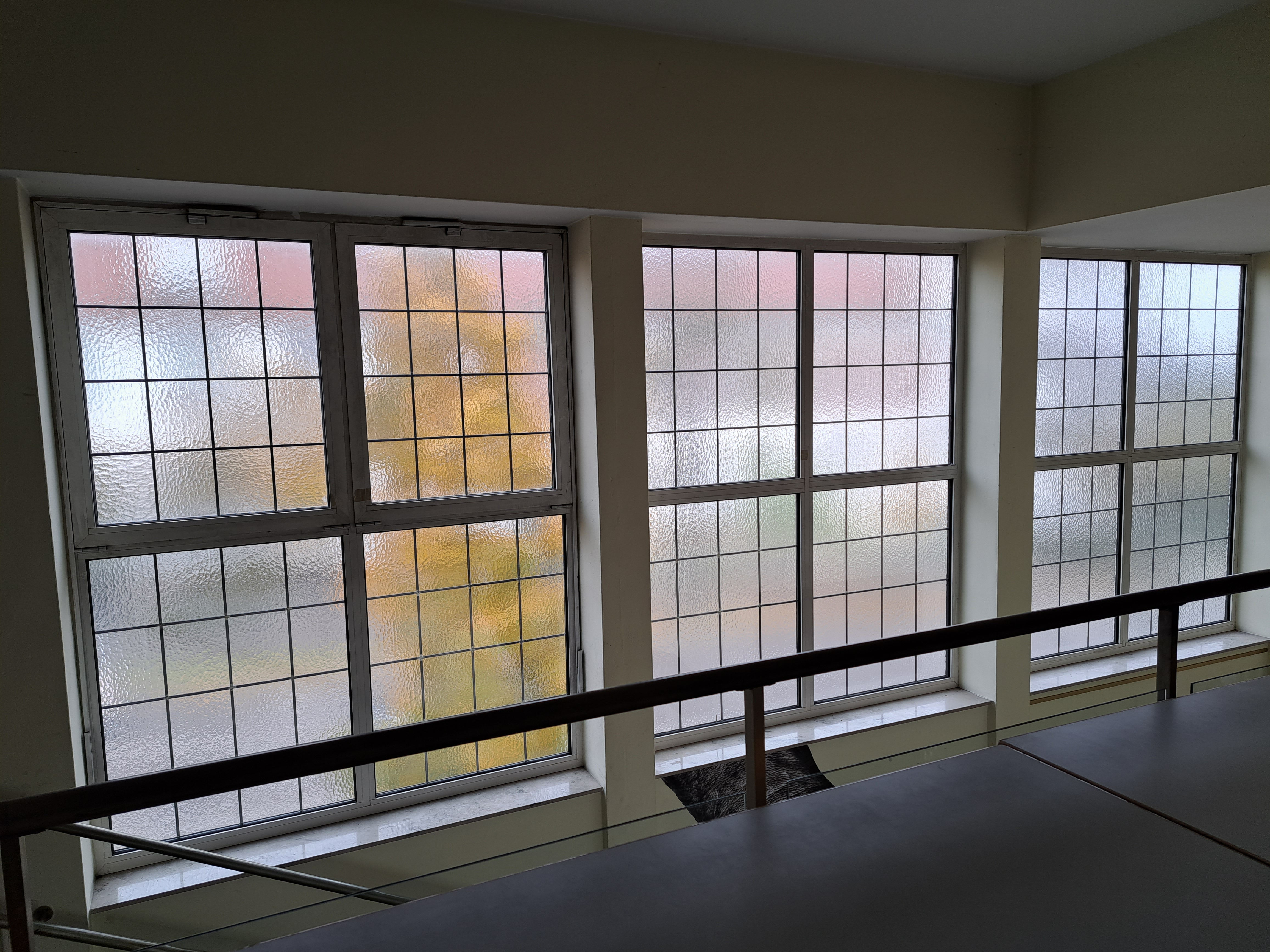
Nordseite von innen mit Fensterfront. Mit dem Umbau 1939 ging die asymmetrische, dem innenliegenden Treppenlauf folgende Fensterreihe verloren.

### Innenräume
Kirchensaal der Brenzkirche 1933 auf Homepage des Fördervereins Brenzkirche e.V.

Link zum Bild

Der Kirchensaal, in Daibers Entwurf als „Gemeindesaal“ bezeichnet, liegt im Obergeschoss. Ein ebenerdiger Zugang zum Kirchensaal im Obergeschoss war nicht möglich. Daher legte Daiber den Haupteingang an die Nordwestecke des Gebäudes und schuf vor den Sälen im Erdgeschoss ein Foyer, an das sich eine Treppenanlage anschließt. Sie besteht aus drei Stufen auf ein großes Zwischenpodest hin. Nach einer 180-Grad-Drehung führt die Haupttreppe ins Obergeschoss in ein weiteres Foyer. Von dort aus ist der Kirchensaal durch zwei seitlich platzierte Flügeltüren zugänglich. Durch die entlang der Treppe bodentiefen Fenster war der Weg ins Obergeschoss hell beleuchtet, während der Eingangsbereich im Erdgeschoss eher dunkel gehalten war. Der ursprünglichen runden Nordwestecke des Gebäudes (siehe Außenbeschreibung) entspricht im Inneren eine noch vorhandene konkave Rundung am oberen Ende der Treppe. Besucherinnen und Besucher wurden durch das Licht auf die Treppe und ins Obergeschoss geleitet und durch die Rundung zu den Eingangstüren des Saals.
Der Kirchensaal, ein längsrechteckiger Raum mit Abmessungen von 25 × 10,5 Metern und einer Höhe von 6 Metern, war ursprünglich, 1933, bewusst einfach gehalten. Bankreihen, die Platz für etwa 350 Personen boten, zogen sich über die gesamte Breite. Der Saal war nur durch eine großflächige Fensterfront auf der Westseite belichtet, die in zweieinhalb Meter Höhe ansetzte. Die großflächige Verglasung wäre mit der klassischen Mauerwerksbauweise nicht zu verwirklichen gewesen, doch die Skelettkonstruktion des Gebäudes machte sie möglich. Auf der Ostseite war die Wand dagegen völlig geschlossen, wodurch der ansonsten streng symmetrische Raum eine asymmetrische Ausrichtung auf die Kanzel in der Südostecke erhielt. Das wurde durch eine Reihe von Kristallkugelleuchten auf der östlichen Raumseite noch verstärkt.
Der Altarbereich bestand aus einer weißen Wand mit einem Betonrelief als Altarbild, einem schlichten Altar und der links angebrachten Kanzel. Von Anfang an wurde bemängelt, dass dem Raum die sakrale Aura einer Kirche fehlte. Das von Alfred Lörcher geschaffene Relief besteht aus drei Teilen und zeigt in der Mitte sitzend Christus, mit geöffneten Armen den Blick auf die Gemeinde gerichtet. Von den Seiten nähern sich je drei Personen, links Kinder und Jugendliche, rechts ältere Menschen. Auf dem Altarbild befindet sich die Inschrift „Kommet her zu mir alle“ (Matthäus 11,28). Der eigentlich zum Bibelvers gehörende Teil „die ihr mühselig und beladen seid“ fehlt. Reinhard Lambert Auer, ehemaliger Kunstbeauftragter der Evangelischen Landeskirche, betonte, dass durch diese Auswahl der Worte (zusammen mit den offenen Armen der Figur) der einladende Christus und nicht Christus als Herrschergestalt herausgestrichen wurde. Ohne Bedingungen, ohne vorausgesetzte Bekenntnisse sollten alle willkommen sein, eine bemerkenswerte Besonderheit angesichts der politischen Verhältnisse der Zeit.
Im Erdgeschoss, direkt unter dem Altarraum, hatte Daiber einen großen Raum für die Kinderschulklasse und einen weiteren als Gemeindesaal gestaltet, der einen Bühnenbereich mit Teeküche und Garderobe umfasste. Die beiden Räumen ließen sich miteinander verbinden. Horizontal gereihte Fenster erhellten die Säle.

Kirchensaal im Jahr 2023
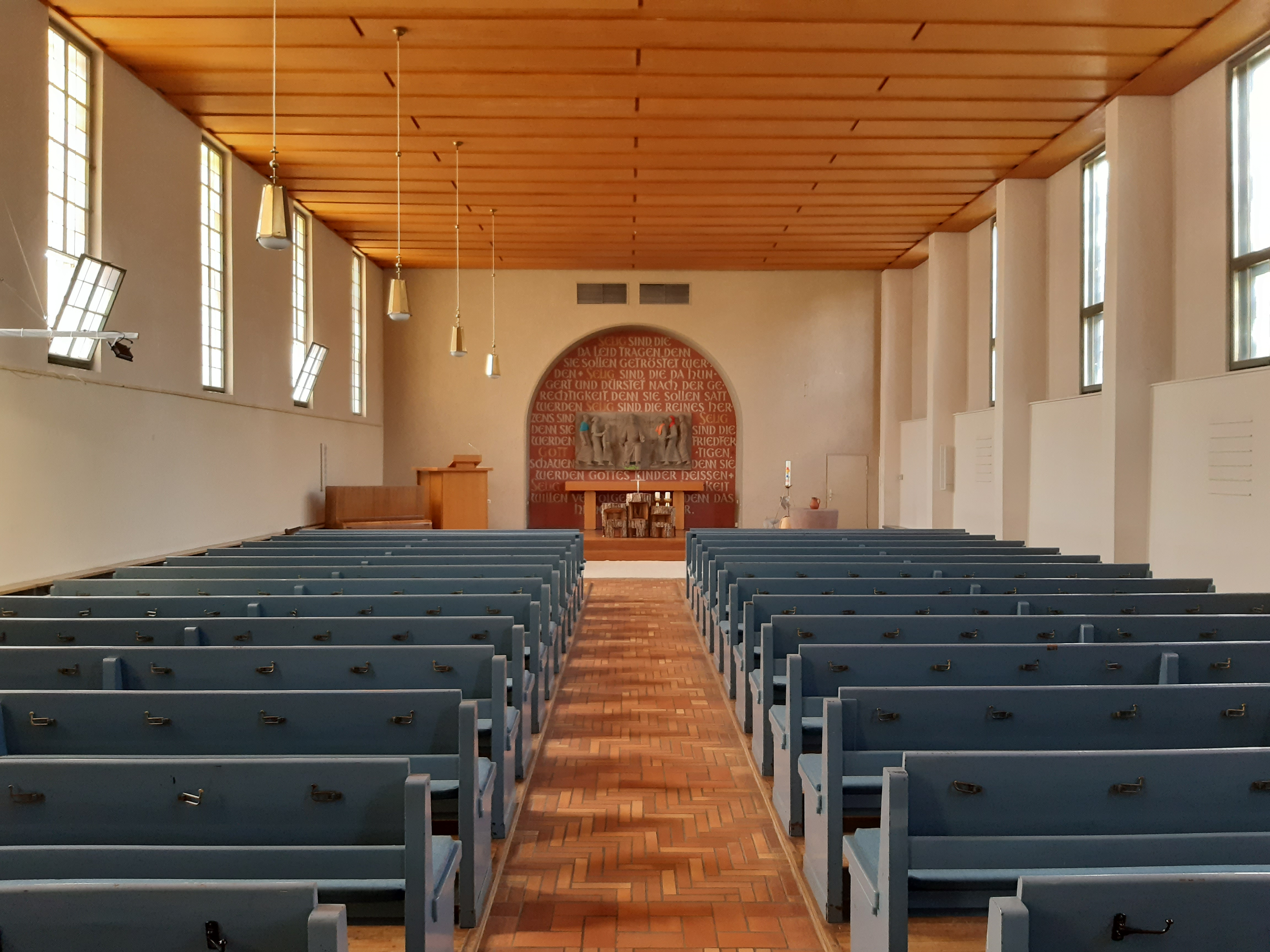
Kirchenraum im Obergeschoss
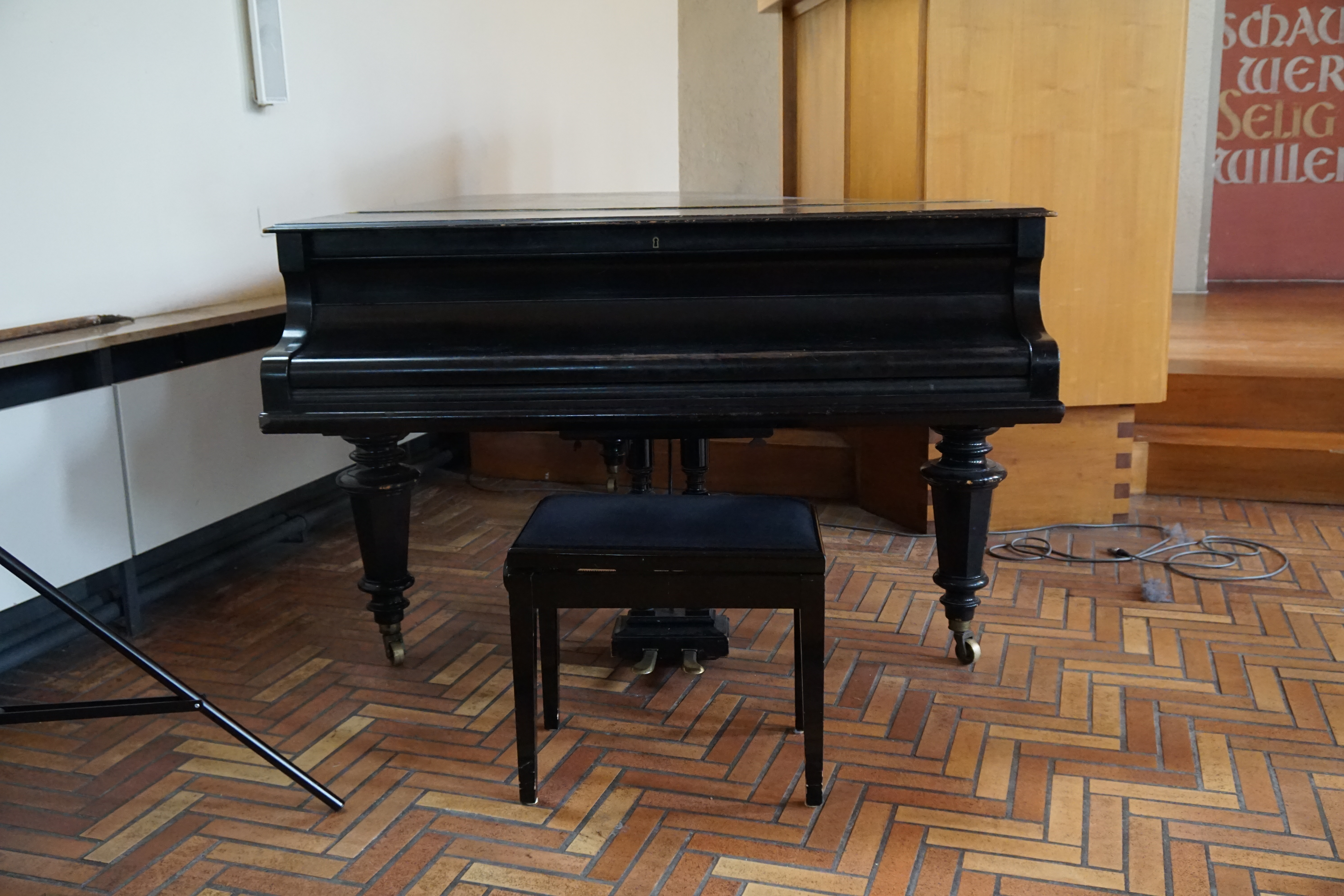
Bechstein-Flügel direkt vor der Kanzel
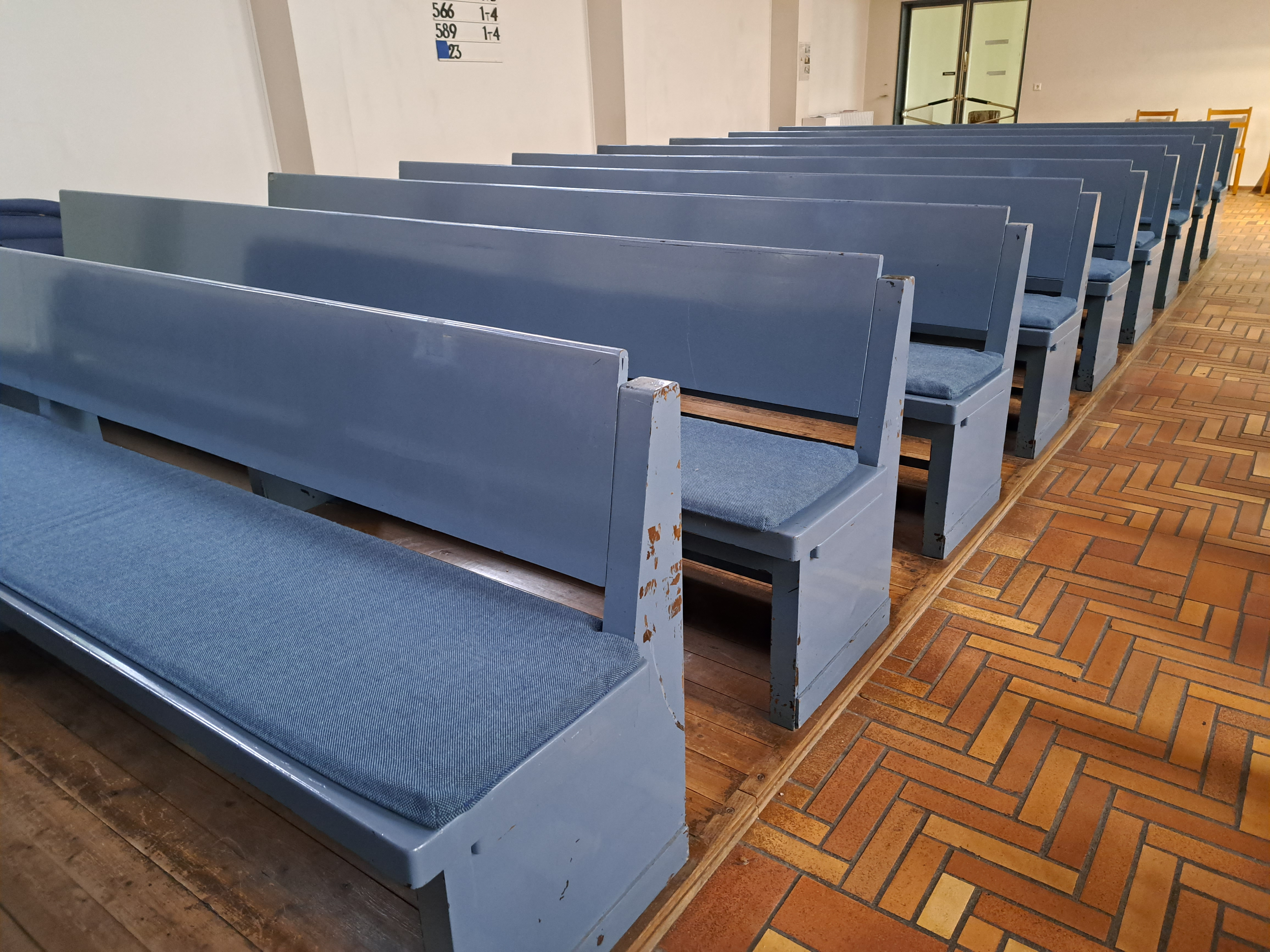
Details der Bestuhlung, die erst 1968 blau gestrichen wurde
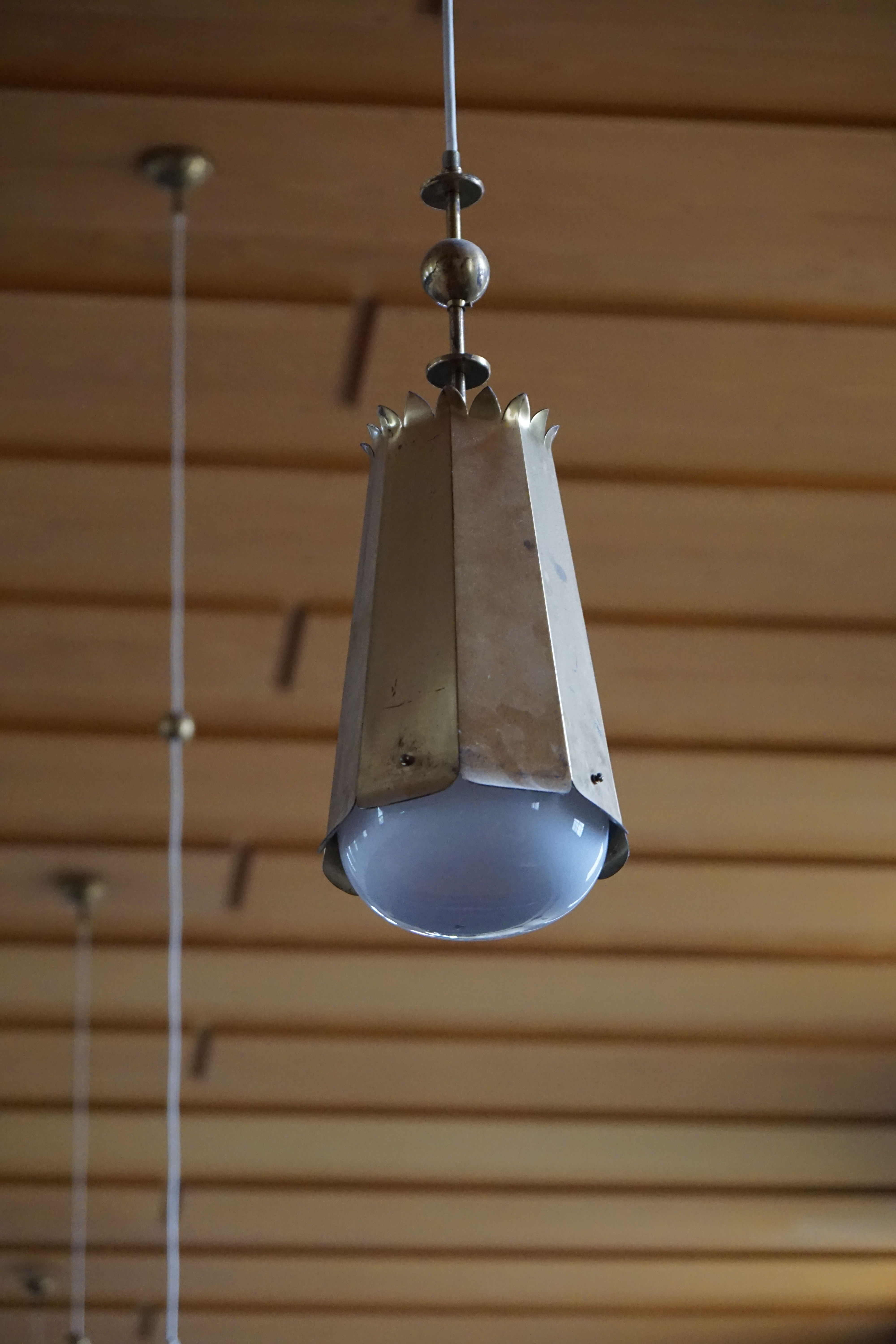
Leuchte, die 1945 die ursprünglichen Kugelleuchten ersetzten
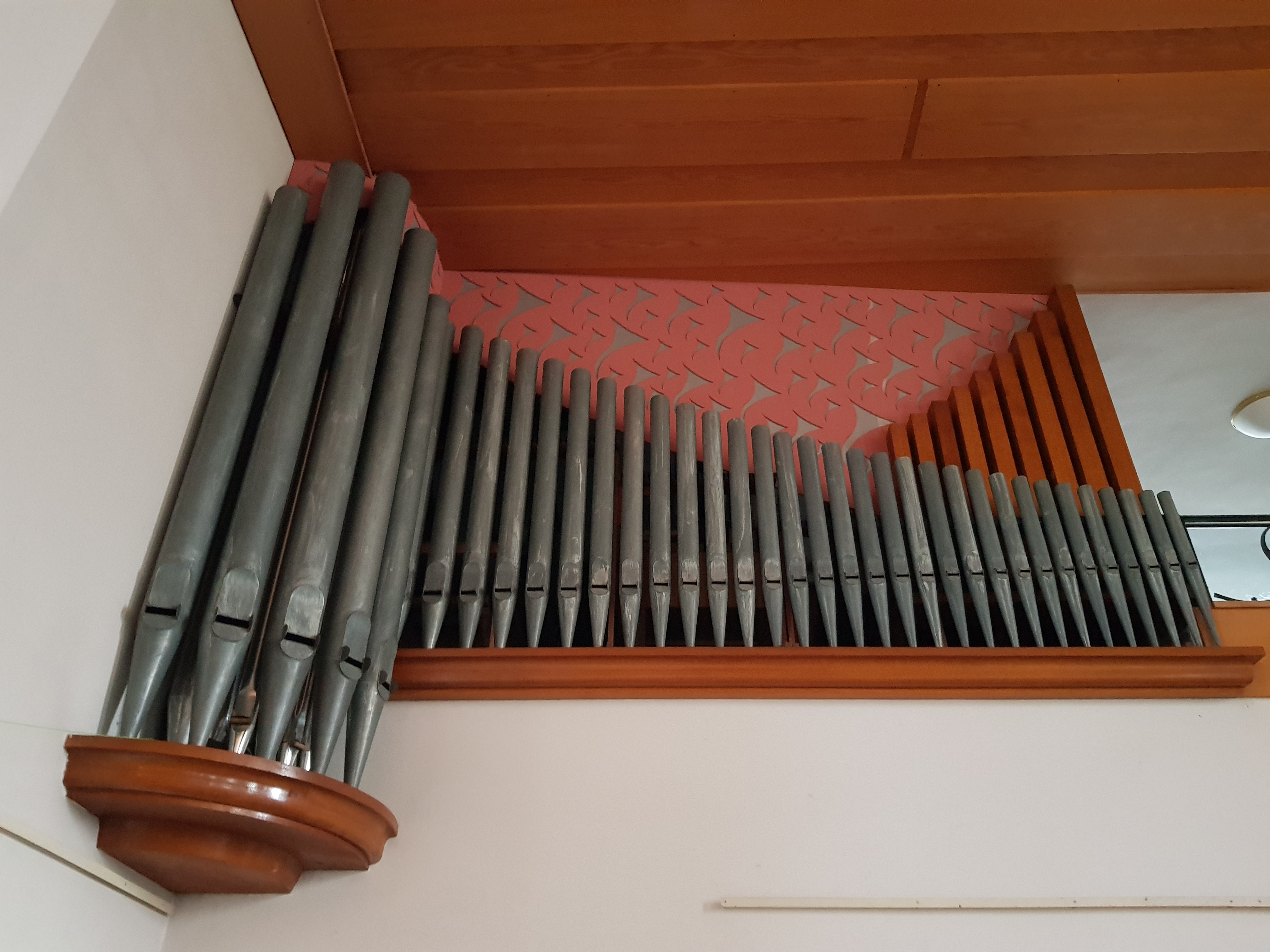
Orgel
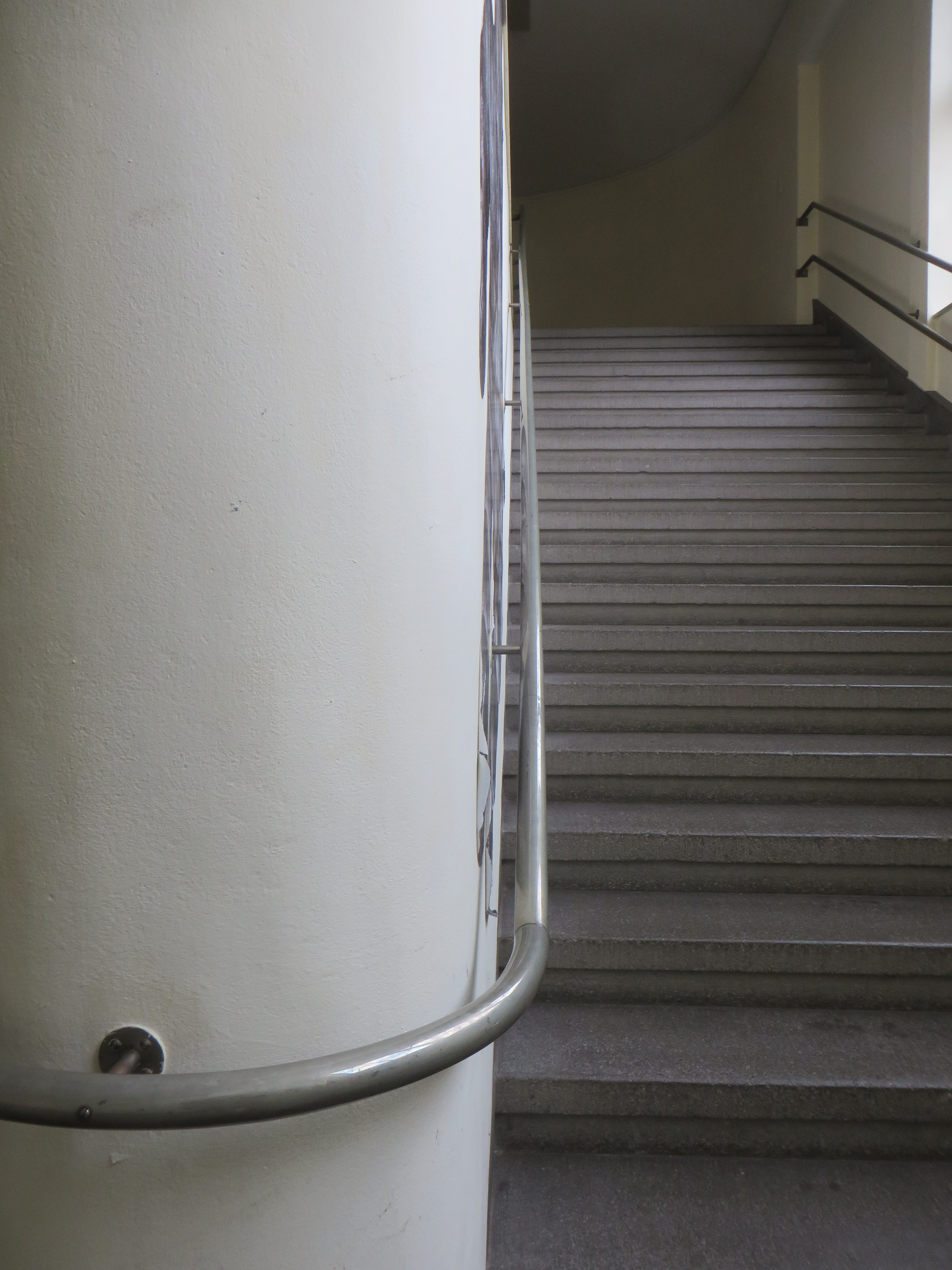
Handlauf im Treppenhaus

Rundnische mit Altarbild von Alfred Lörcher umrahmt von Seligpreisungen aus Bergpredigt auf der Wand auf Homepage des Fördervereins Brenzkirche e.V.

Link zum Bild

Mit dem Wiederaufbau nach 1945 wurde der Kirchensaal grundsätzlich umgestaltet. Durch die neuen Fenster auf der Ostseite wurde die bis dahin bestehende Asymmetrie des Saals auf die Predigtkanzel hin aufgelöst. Dies unterstützte der Architekt Rudolf Lempp noch durch eine andere Gestaltung der Kirchenbänke. Außerdem schuf er einen Mittelgang zwischen den Bänken, sodass Durchgang und Durchblick auf den Altar direkt möglich wurden. Hinter dem Altar baute er eine Rundbogennische ein, in der ein Altarbild von Lörcher aufgehängt ist. In der Nische, um das Betonrelief herum, stehen nun in heller Schrift auf rotem Grund Seligpreisungen aus der Bergpredigt (Matthäus 5,3-12): „Selig sind, die da Leid tragen, denn sie sollen getröstet werden“ usw. Laut Lempp war die Auswahl der Inschrift vom Kriegsende beeinflusst. Auer kritisierte 2023, dass mit den Seligpreisungen die ursprüngliche Botschaft des Altarbildes umgedeutet worden sei.
Der Lichteinfall durch die Ostfenster erwies sich in den Morgenstunden beim Gottesdienst als störend. Bei der Renovierung des Kirchenraums 1968 durch den Architekten Hannes Mayer wurden eine Holzdecke sowie ein neuer Bodenbelag aus Spaltklinkern eingebaut und noch bestehende Wasser- und Brandschäden aus dem Krieg am Fußboden beseitigt. Mayer erneuerte zudem Kanzel, Altar und den Taufstein. Die ehemals dunkelbraunen Kirchenbänke wurden in einem lichten Blauton gestrichen. Eine neue Lüftung und eine Schwerhörigenanlage wurden eingebaut.
Der Gemeindesaal im Untergeschoss, der heute Dora-Veit-Saal heißt, hat eine durchgehende Fensterfront sowohl im Westen als auch im Osten und ist genauso groß wie der Kirchensaal, aber in unterschiedliche Bereiche gegliedert: Er enthält eine Küche und Bereiche, die flexibel geteilt bzw. geöffnet werden können. Darin sind offene Bereiche für unterschiedliche Nutzung wie Sport oder Tanz enthalten, eine Bibliothek und ein Spielbereich für Kinder. Der Zugang zu diesem Gemeindesaal erfolgt entweder direkt aus der Eingangshalle, aus der auch die Treppe in den Kirchensaal führt, oder über einen Eingang an der Westfront nahe den Verwaltungs- und Wohnbereichen. Dieser Bereich wurde in den Jahrzehnten nach dem Bau der Kirche architektonisch wenig überformt, ist aber zurzeit (Stand 2023) stark sanierungsbedürftig.

Gemeindesaal (Dora-Veit-Saal)
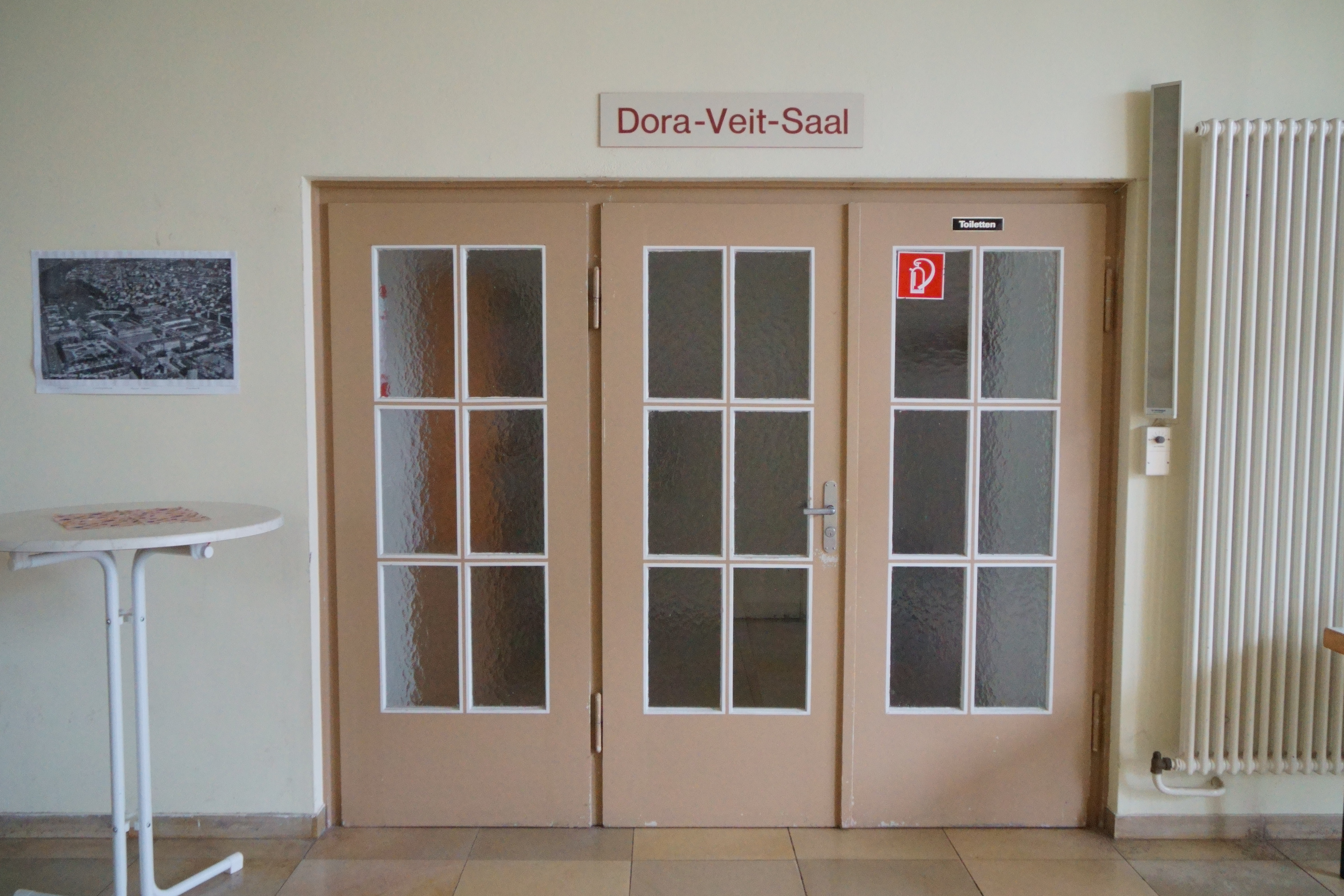
Eingang zum Gemeindesaal vom Eingangsbereich aus
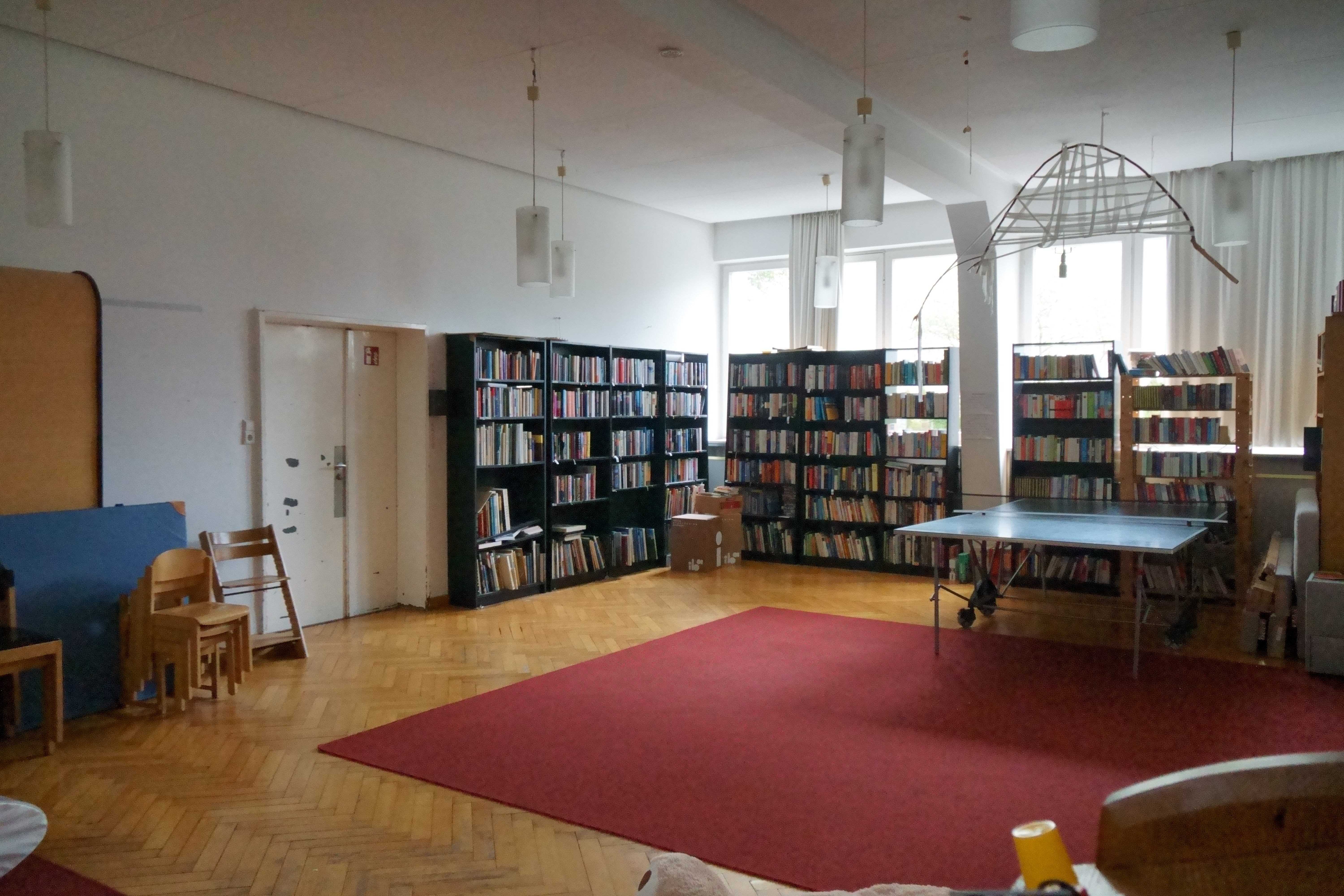
Bibliothek im Gemeindesaal
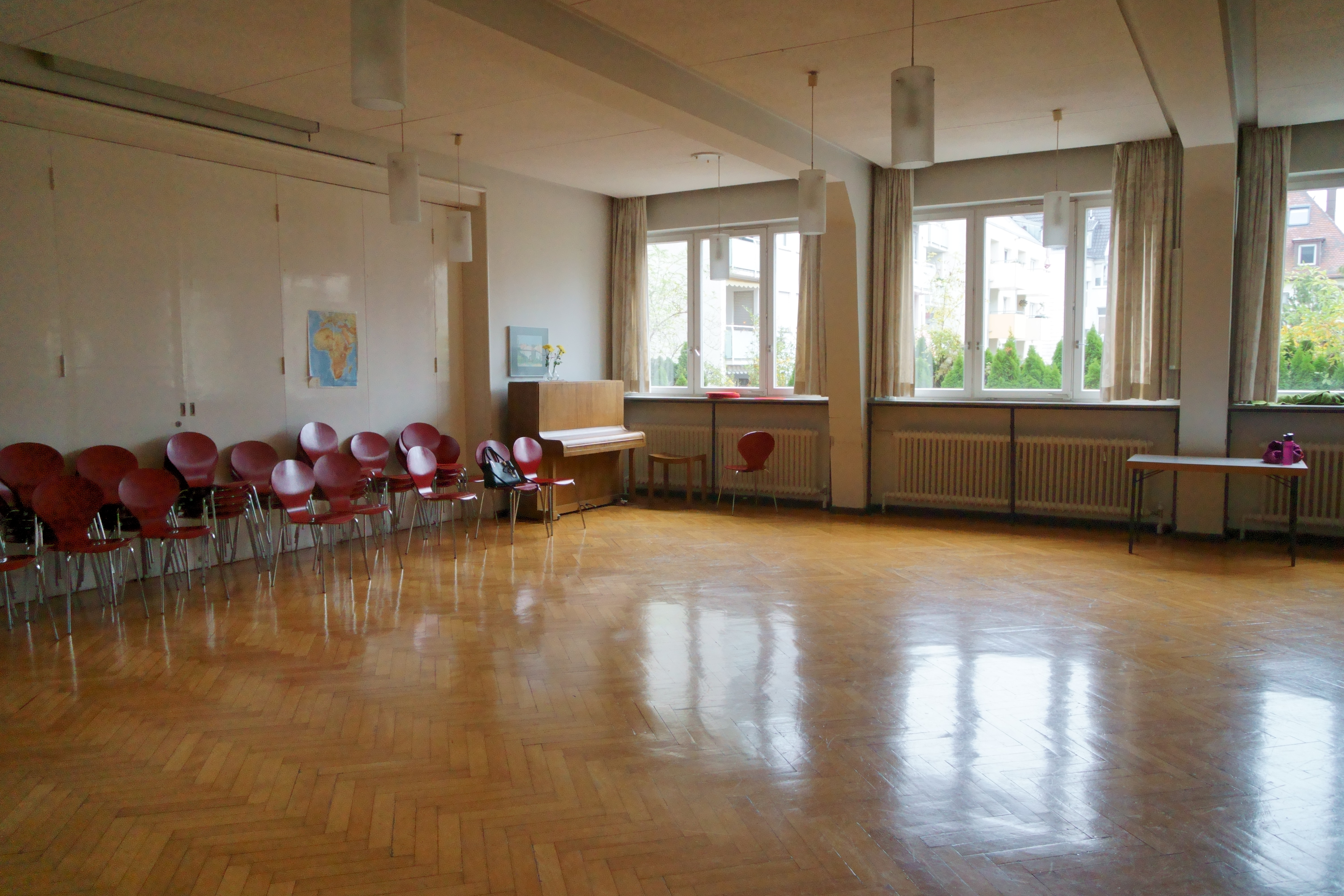
Offener Bereich im Gemeindesaal
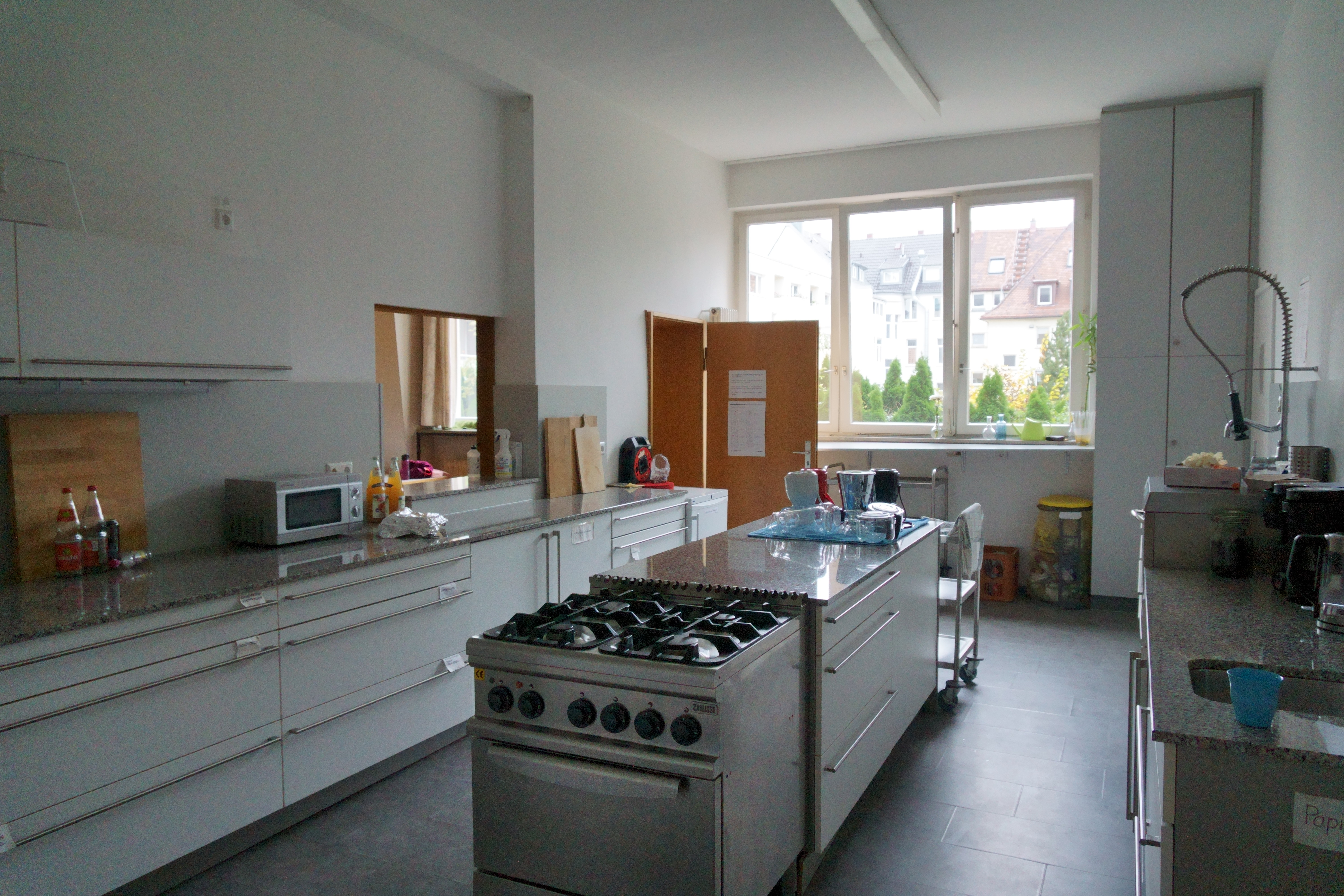
Küche, dem Gemeindesaal vorgelagert

## Glocken
Noch vor der Einweihung der Kirche, am 5. März 1933, wurden drei Glocken in den Glockenturm der Kirche eingehängt. Sie waren im Dezember 1932 in der Stuttgarter Glockengießerei Kurtz gegossen worden und waren in den Tönen g, a und h gestimmt. Im Januar 1942 wurde das Geläut abgenommen. Die beiden größeren Glocken gingen als Metall in die Rüstungsindustrie. Erst 1950 wurden die Glocken ersetzt. Die Weihe der beiden wiederum von der Gießerei Kurtz gegossenen Glocken war am 29. Oktober 1950 im Rahmen einer Festveranstaltung mit Festpredigt und Kirchenkonzert.